# 시어도어 루스벨트 행정부
시어도어 루스벨트의 제26대 미국 대통령 임기는 1901년 9월 14일에 시작하여 1909년 3월 4일에 만료되었다. 공화당 소속이었던 루스벨트는 자신이 부통령으로 재임했던 윌리엄 매킨리 대통령의 암살 이후 취임했으며, 1904년 선거에서 완전한 임기를 확보했다. 그는 그의 수제자이자 선택된 후계자인 윌리엄 하워드 태프트에 의해 계승되었다.
진보 시대의 개혁가였던 루스벨트는 규제 개혁과 반독점 소송을 통해 "트러스트 버스터(독점 기업 해체자)"라는 명성을 얻었다. 그의 대통령 재임 기간 동안 식품 안전을 규제하기 위해 미국 식품의약국을 설립한 순수 식품 의약품법과 주간통상위원회의 규제 권한을 강화한 헵번 법이 통과되었다. 그러나 루스벨트는 자신이 트러스트와 자본주의에 원칙적으로 반대하지 않고, 단지 독점적 관행에 반대한다는 것을 분명히 보여주었다. 그의 "스퀘어 딜"에는 철도 요금 및 순수 식품과 의약품 규제가 포함되었으며, 그는 이를 일반 시민과 기업인 모두에게 공정한 거래로 보았다. 기업과 노동 모두에 공감했던 루스벨트는 노동 파업을 피했으며, 특히 1902년 석탄 파업의 해결을 협상했다. 환경 보전 운동을 강력히 추진하며 천연자원의 효율적인 사용을 강조했고 국립공원과 미국 국유림 시스템을 대폭 확장했다.
외교 정책에서 루스벨트는 먼로주의를 옹호하고 미국을 강력한 해군 강국으로 확립하려 노력했으며, 태평양 접근성을 크게 높이고 미국의 안보 이익과 무역 기회를 증대시킨 파나마 운하 건설을 주도했다. 쿠바 미군 정부를 종료하고 필리핀의 장기 점령을 약속했다. 그의 외교 정책의 대부분은 태평양의 일본과 카리브해의 독일이 제기하는 위협에 집중되었다. 라틴 아메리카에서 유럽의 세력을 최소화하기 위해 베네수엘라 위기를 중재하고 루스벨트 계론을 선언했다. 루스벨트는 러일 전쟁 (1904–1905)을 중재했으며, 이 공로로 1906년 노벨 평화상을 수상했다. 그는 영국과의 관계를 더욱 긴밀하게 추구했다. 전기작가 윌리엄 하보우는 다음과 같이 주장했다.
외교 분야에서 시어도어 루스벨트의 유산은 국익에 대한 현명한 지지와 세력 균형 유지를 통한 세계 안정 증진, 국제 기구의 설립 또는 강화, 실현 가능할 때 그들의 사용에 대한 의존, 그리고 합법적인 미국의 이익을 증진하기 위해 군사력을 사용할 명시적인 결의이다. 국내 문제에서는 공공 이익을 증진하기 위한 정부의 사용이다. 그는 "이 새로운 대륙에서 우리가 단지 위대하지만 불공평하게 나뉜 물질적 번영을 가진 또 다른 나라를 건설한다면, 우리는 아무것도 한 것이 아니다"라고 말했다.
역사학자 토머스 A. 베일리는 "루스벨트는 위대한 인물이었고, 위대한 행동주의자였으며, 도덕의 위대한 설교자였고, 위대한 논쟁가였으며, 위대한 쇼맨이었다. 그는 대화를 지배했듯이 그의 시대를 지배했다... 대중은 그를 사랑했으며, 그는 위대한 인기 우상이자 위대한 득표자가 되었다"라고 썼다. 그의 이미지는 조지 워싱턴, 토머스 제퍼슨, 에이브러햄 링컨과 함께 러시모어산에 새겨져 있다. 그는 역사가들에 의해 종종 역대 미국 대통령 중 상위 5인 안에 꼽힌다.

## 취임

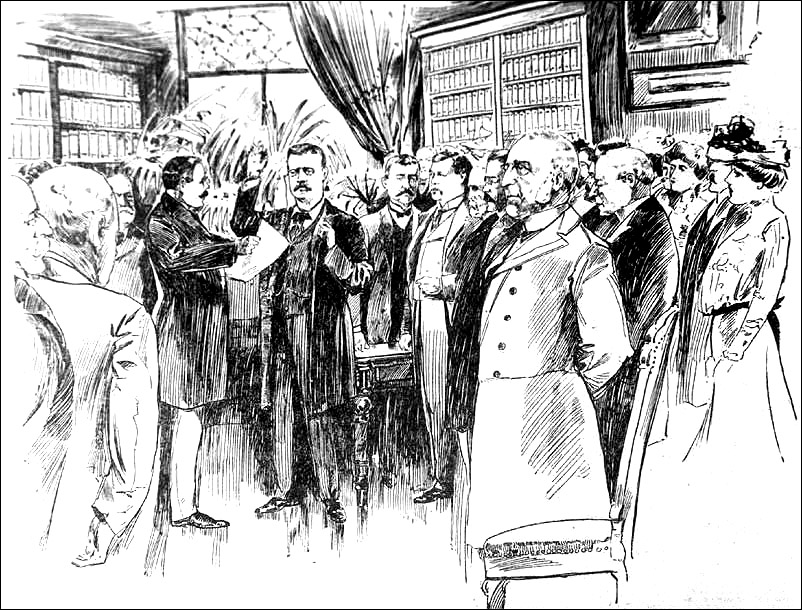
루스벨트 취임식

루스벨트는 미국 해군성 차관과 뉴욕 주지사를 지낸 후 1900년 대통령 선거에서 윌리엄 매킨리의 러닝메이트로 당선되었다. 루스벨트는 버펄로에서 무정부주의자 리언 촐고츠에 의한 매킨리 암살 이후 대통령직을 맡았다. 촐고츠는 1901년 9월 6일에 매킨리를 총으로 쏘았고, 매킨리는 9월 14일에 사망했다. 루스벨트는 매킨리 사망 당일 버펄로의 앤즐리 윌콕스 저택에서 취임 선서를 했다. 뉴욕 서부 지구의 연방 판사 존 R. 헤이즐이 취임 선서를 주관했다. 42세의 루스벨트는 미국 역사상 가장 어린 대통령이 되었으며, 이 기록은 현재까지 유지되고 있다.
루스벨트는 다음과 같이 발표했다:
| “ | 나는 사랑하는 우리 나라의 평화와 명예를 위해 매킨리 대통령의 정책을 절대적으로 변함없이 이어가는 것을 목표로 삼을 것이다. | ” |

루스벨트는 나중에 취임할 때 어떤 특정 국내 정책 목표도 없었다고 언급할 것이라고 예고했다. 그는 보호 관세의 부분적인 예외를 제외하고는 경제 문제에 대한 대부분의 공화당 입장을 대체로 따랐다. 루스벨트는 외교 정책의 세부 사항에 대해 더 강력한 견해를 가지고 있었는데, 미국이 국제 관계에서 강대국으로 자리매김하기를 원했기 때문이다.

## 행정부 구성

### 내각

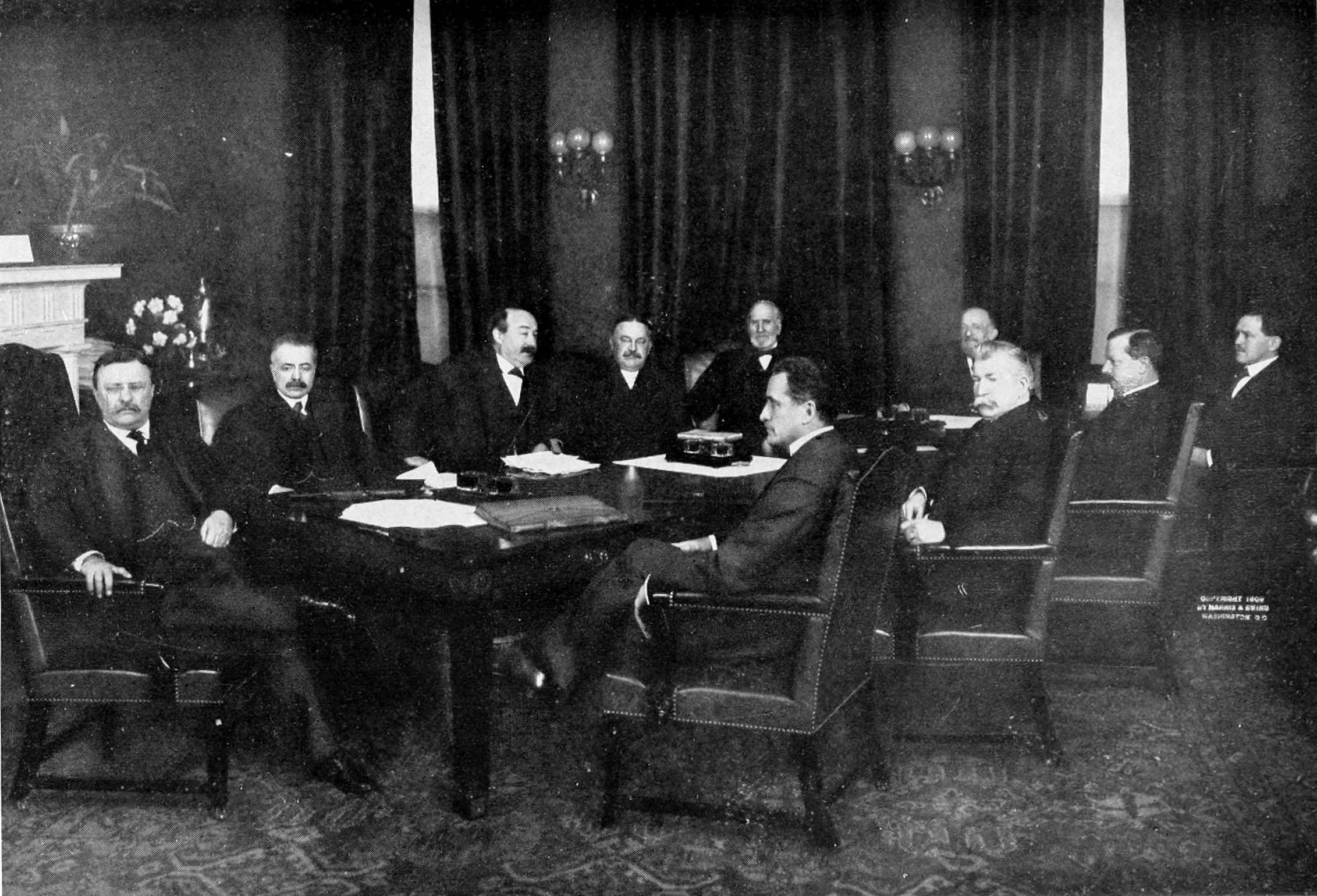
1909년 퇴임 직전 루스벨트 내각.
맨 왼쪽: 루스벨트
테이블 뒤 왼쪽에서 오른쪽으로: 조지 B. 코텔류, 찰스 조지프 보나파르트, 트루먼 핸디 뉴베리, 제임스 윌슨, 오스카 S. 스트라우스
테이블 앞 왼쪽에서 오른쪽으로: 로버트 베이컨, 루크 에드워드 라이트, 조지 폰 렌거크 마이어, 제임스 루돌프 가필드

원활한 정권 이양을 위해 루스벨트는 매킨리 내각의 일원들, 특히 존 헤이 국무장관과 라이먼 J. 게이지 재무장관을 설득하여 직위를 유지하게 했다. 또 다른 유임 인사, 엘리후 루트 육군장관은 수년 동안 루스벨트의 측근이었으며, 시어도어 루스벨트 대통령의 가까운 동맹으로 계속 봉사했다. 매킨리가 1901년 초에 임명한 필랜더 C. 녹스 법무장관도 루스벨트 행정부 내에서 강력한 영향력을 발휘했다. 매킨리의 비서였던 조지 B. 코텔류도 자리를 지켰다. 1901년 12월 의회가 개회하자 루스벨트는 게이지를 L. M. 쇼로 교체하고 헨리 C. 페인을 우정청장으로 임명하여 강력한 상원의원 윌리엄 B. 앨리슨과 존 코이트 스푸너의 승인을 얻었다. 그는 존 D. 롱 해군장관을 윌리엄 H. 무디 하원의원으로 교체했다. 1903년 루스벨트는 코텔류를 상업노동부의 초대 장관으로 임명하고, 윌리엄 뢰브 주니어를 루스벨트의 비서로 임명했다.
루트가 1904년에 민간 부문으로 돌아가자 윌리엄 하워드 태프트가 그를 대신했는데, 태프트는 이전에 필리핀의 총독을 역임했다. 녹스는 1904년에 상원 임명을 수락했고 윌리엄 무디가 그를 대신했으며, 무디는 1906년에 찰스 조지프 보나파르트에 의해 법무장관직을 계승했다. 1905년 헤이가 사망한 후, 루스벨트는 루트를 설득하여 국무장관으로 내각에 복귀시켰고, 루트는 루스벨트 임기 마지막 날까지 자리를 지켰다. 1907년 루스벨트는 쇼를 코텔류로 교체했고, 제임스 R. 가필드는 새로운 내무장관이 되었다.

### 기자단
매킨리의 혁신적이고 효과적인 언론 활용을 기반으로, 루스벨트는 백악관을 매일 전국 뉴스의 중심으로 만들었으며, 인터뷰와 사진 촬영 기회를 제공했다. 어느 날 비가 오는 날 기자들이 밖에 모여 있는 것을 보고, 그는 그들에게 백악관 안에 방을 주어 사실상 대통령 언론 브리핑을 발명했다.
백악관에 전례 없는 접근 권한을 얻은 고마운 언론은 루스벨트에게 풍부한 보도를 제공했으며, 루스벨트가 마음에 들지 않는 기자들을 걸러내는 관행으로 인해 더욱 가능해졌다.

## 사법부 임명
루스벨트는 미국 연방 대법원의 세 명의 대법관을 임명했다. 루스벨트의 첫 번째 임명자인 올리버 웬들 홈스 주니어는 1899년부터 매사추세츠 대법원의 대법원장을 지냈다. 1902년 12월에 승인된 홈스는 1932년까지 대법원에서 근무했다. 홈스의 일부 반독점 판결은 루스벨트를 화나게 했고, 둘은 친구 관계를 중단했다. 루스벨트의 두 번째 임명자인 전 국무장관 윌리엄 R. 데이는 루스벨트의 반독점 소송에 대한 확실한 표가 되었고 1903년부터 1922년까지 법원에 재직했다. 1906년, 대법원 공석에 대해 민주당 항소법원 판사 호러스 하몬 러튼을 고려한 후, 루스벨트는 대신 윌리엄 무디 법무장관을 임명했다. 무디는 건강 문제로 1910년 은퇴할 때까지 재직했다.
루스벨트는 또한 71명의 다른 연방 판사를 임명했다: 18명은 미국 항소법원에, 53명은 미국 지방법원에 임명되었다. 이 지명은 법무부에서 공화당 지도자들, 특히 고향 주의 상원의원들과 협의하여 준비되었다. 임명된 판사들의 평균 연령은 50.7세였으며, 45세 미만은 22%였다.

## 국내 정책

### 진보주의
루스벨트는 진보 시대의 정신에 깊이 몰두했으며, 자신이 "스퀘어 딜"이라고 부르는 모든 시민을 위한 효율성과 기회를 창출하기로 결심했다. 루스벨트는 의회를 통해 여러 진보적인 법안을 통과시켰다. 진보주의는 당시 지배적인 세력이었으며, 루스벨트는 그 가장 명료한 대변인이었다. 진보주의는 두 가지 측면을 가지고 있었다. 첫째, 진보주의는 국가의 문제를 해결하고 낭비와 비효율성을 제거하며 현대화를 촉진하기 위해 과학, 공학, 기술 및 사회 과학의 사용을 장려했다. 진보주의를 추진하는 사람들은 또한 세기 전환기에 나타난 정치 조직, 노동 조합 및 새롭고 대규모 기업의 트러스트 간의 부패에 맞서 캠페인을 벌였다. 루스벨트의 대통령으로서 우선순위와 특징을 설명하면서 역사학자 G. 워렌 체스먼은 루스벨트의 정책에 대해 다음과 같이 언급했다.
| “ | 대기업의 공공 책임에 대한 주장; 트러스트에 대한 첫 번째 해결책으로서의 홍보; 철도 요금 규제; 자본과 노동 간의 갈등 중재; 천연자원 보존; 그리고 사회의 소외 계층 보호 | ” |

### 트러스트 해체 및 규제
대중의 관심은 물가 상승의 원인으로 지목되던 경제 독점인 트러스트에 집중되었다. 루스벨트는 이 문제를 포착하여 "트러스트 해체자"로 인식되었지만, 그는 일반적으로 트러스트를 해체하기보다는 규제하기를 원했다. 1890년대에는 스탠더드 오일을 비롯한 많은 대기업들이 경쟁사들을 인수하거나 경쟁을 효과적으로 억제하는 사업 협약을 맺었다. 많은 회사들이 스탠더드 오일의 모델을 따랐는데, 스탠더드 오일은 여러 구성 기업들이 하나의 이사회에 의해 통제되는 트러스트 형태로 조직되었다. 의회가 1890년 셔먼 반독점법을 통과시켜 독점을 향한 일부 움직임을 불법화했지만, 대법원은 미국 대 E. C. 나이트 회사 사건에서 이 법의 권한을 제한했다. 1902년까지 미국 내 100대 기업이 산업 자본의 40%를 통제했다. 루스벨트는 모든 트러스트에 반대하지 않았지만, 자신이 공익을 해친다고 믿는 트러스트, 즉 "나쁜 트러스트"라고 명명한 트러스트를 규제하고자 했다. 르로이 도시(Leroy Dorsey)에 따르면, 루스벨트는 유권자들에게 현대 미국에는 기업이 필요하며 (그리고 먹레이커들은 분노에 찬 과장을 자제해야 한다)고 말했다. 루스벨트는 도덕적 수호자의 역할을 맡아 기업 경영진에게 윤리적 기준을 준수해야 한다고 조언했다. 그는 기업 활동이 도덕 감각과 공공 봉사 정신으로만 효과적으로 이루어질 수 있다고 말했다.

#### 첫 임기
취임하자마자 루스벨트는 트러스트에 대한 새로운 연방 규제를 제안했다. 주들이 그가 해롭다고 생각하는 트러스트의 성장을 막지 못했기 때문에 루스벨트는 주간 통상에 종사하는 기업을 규제하기 위해 설계된 내각 부서의 창설을 옹호했다. 그는 또한 철도 통합을 막지 못한 1887년 주간 통상법을 개정하는 것을 선호했다. 1902년 2월, 법무부는 1901년 J. P. 모건, 제임스 제롬 힐, E. H. 해리먼이 설립한 철도 지주회사인 노던 증권 회사에 대해 반독점 소송을 제기할 것이라고 발표했다. 법무부는 반독점 부서가 없었기 때문에 전 기업 변호사였던 녹스 법무장관이 직접 소송을 이끌었다. 소송이 진행되는 동안 녹스는 육류 가격 상승으로 인해 인기가 없어진 "육류 트러스트"에 대해 또 다른 소송을 제기했다. 그의 이전 발언과 결합하여, 이 소송들은 트러스트에 대한 연방 규제를 강화하려는 루스벨트의 결의를 보여주었다.
1902년 선거 후 루스벨트는 대규모 산업체에 대한 철도 리베이트 금지와 독점 관행을 조사하고 보고하는 기업국 설립을 요구했다. 자신의 반독점 패키지를 의회에서 통과시키기 위해 루스벨트는 직접 국민들에게 호소하며, 이 법안을 스탠더드 오일의 악의적인 권력에 대한 타격으로 묘사했다. 루스벨트의 캠페인은 성공적이었고, 그는 상업노동부의 설립에 대한 의회 승인을 얻었으며, 여기에는 기업국이 포함되었다. 기업국은 반경쟁적 관행을 모니터링하고 보고하도록 설계되었다. 루스벨트는 대기업들이 그러한 관행이 공개된다면 반경쟁적 관행에 덜 참여할 것이라고 믿었다. 녹스의 요청에 따라 의회는 법무부의 반독점국 설립도 승인했다. 루스벨트는 또한 철도 리베이트 부여를 제한하는 엘킨스 법의 통과도 얻어냈다.
1904년 3월, 대법원은 노던 증권 회사 대 미국 사건에서 정부의 손을 들어주었다. 역사학자 마이클 맥거에 따르면, 이 사건은 연방 정부가 "단일하고, 긴밀하게 통합된 주간 기업"을 상대로 처음으로 승리한 소송을 의미했다. 다음 해, 행정부는 "육류 트러스트"를 해체시킨 스위프트 앤 컴퍼니 대 미국에서 또 다른 주요 승리를 거두었다. 재판 증거에 따르면, 1902년 이전에 "빅 식스" 주요 육가공업체들이 더 높은 가격과 이윤을 추구하기 위해 가격을 담합하고 가축 및 육류 시장을 분할하기 위한 공모에 참여했다. 그들은 협력하지 않는 경쟁자들을 블랙리스트에 올리고, 허위 입찰을 사용하며, 철도로부터 리베이트를 받았다. 1902년 연방 금지 명령을 받은 후, 빅 식스는 하나의 회사로 합병되어 내부적으로 거래를 계속 통제할 수 있었다. 만장일치로 법원의 의견을 대변한 올리버 웬델 홈스 주니어 대법관은 주간 통상은 그 연결고리가 분명히 주간 특성을 가질 때 해당 연결고리의 일부인 행위를 포함한다고 판결했다. 이 경우, 연결고리는 농장에서 소매점으로 이어지며 많은 주 경계를 넘나들었다.

#### 두 번째 임기
선거 후, 루스벨트는 과감한 입법 의제를 신속히 시행하려 노력했으며, 특히 첫 임기의 규제 성과를 기반으로 할 법안에 중점을 두었다. 그의 첫 임기 중 발생한 사건들은 루스벨트에게 주들이 주간에 걸쳐 운영되는 대규모 트러스트를 규제할 능력이 없으며, 과로한 법무부가 반독점 소송만으로는 독점적 관행을 적절히 견제할 수 없다는 점에서 추가적인 연방 주간 통상 규제 법안이 필요하다는 확신을 주었다. 매클루어스 매거진에 실린 보도에 자극받아, 많은 미국인들은 루스벨트와 함께 철도 리베이트 부여를 제한하는 데 상대적으로 효과가 없었던 엘킨스 법을 강화할 것을 요구했다. 루스벨트는 또한 철도를 규제하기 위해 1887년에 설립된 주간통상위원회 (ICC)의 권한을 강화하고자 했다. 루스벨트의 규제 법안 요구는 1905년 의회 메시지에서 발표되었으며, 기업 이익과 보수적인 의원들로부터 강력한 반대에 부딪혔다.
1905년 말 의회가 재개되자 루스벨트는 아이오와주 상원의원 조나단 P. 돌리버에게 루스벨트의 철도 규제 제안을 포함하는 법안을 제출하도록 요청했고, 법안에 대한 대중과 의회의 지지를 동원하기 시작했다. 이 법안은 하원에서도 다루어졌으며, 윌리엄 피터스 헵번 하원의원의 이름을 따서 헵번 법안으로 알려졌다. 이 법안은 하원을 상대적으로 쉽게 통과했지만, 넬슨 올드리치와 같은 보수적인 공화당원들이 지배하는 상원은 더 큰 난관이었다. 개혁 노력을 저지하려는 알드리치는 루스벨트가 경멸했던 남부 상원의원인 민주당원 벤자민 틸먼에게 법안을 맡겼다. 철도 규제가 광범위하게 인기가 있었기 때문에, 헵번 법안의 반대자들은 ICC의 요금 설정에 대한 법원의 검토 역할에 집중했다. 루스벨트와 진보주의자들은 사법 심사를 절차적 공정성 문제로 제한하기를 원했지만, 보수주의자들은 요금 자체가 공정한지 여부를 판사가 결정할 수 있도록 허용하는 "광범위한 검토"를 선호했다.
루스벨트와 틸먼이 사법 심사를 제한하는 법안에 대한 초당적 다수를 구성하지 못하자, 루스벨트는 앨리슨 상원의원이 작성한 수정안을 받아들였는데, 이 수정안에는 ICC의 요금 설정 권한에 대한 법원 심사를 허용하는 모호한 언어가 포함되어 있었다. 앨리슨 수정안이 포함되자 상원은 71대 3으로 헵번 법안을 통과시켰다. 양원이 통일된 법률을 통과시킨 후, 루스벨트는 1906년 6월 29일 헵번 법에 서명했다. 요금 설정 외에도 헵번 법은 ICC에 파이프라인 요금, 보관 계약, 그리고 철도 운영의 다른 여러 측면에 대한 규제 권한을 부여했다. 일부 보수주의자들은 앨리슨 수정안이 법원에 광범위한 심사 권한을 부여했다고 믿었지만, 이후의 대법원 판례는 ICC의 요금 설정 권한을 심사하는 사법 권한을 제한했다.
주로 업턴 싱클레어의 소설 《밀림》의 인기에서 비롯된 대중의 요구에 응하여, 루스벨트는 의회에 식품 안전 규제를 제정하도록 추진했다. 육류 검사 법안에 대한 반대는 보수적인 하원의장 조지프 거니 캐넌과 육가공 산업 동맹의 존재로 인해 하원에서 가장 강력했다. 루스벨트와 캐넌은 1906년 육류 검사법이 된 타협 법안에 합의했다. 의회는 동시에 하원과 상원에서 강력한 지지를 받은 순수 식품 의약품법을 통과시켰다. 이 법들은 총체적으로 식품 및 의약품의 라벨링과 가축 검사를 규정하고, 육가공 공장에서 위생 조건을 의무화했다.
반독점 규제를 강화하기 위해 루스벨트와 그의 동맹자들은 1908년에 셔먼 법을 강화하는 법안을 도입했지만, 의회에서 부결되었다. 주요 보험 회사와 관련된 일련의 스캔들 이후, 루스벨트는 연방 규제를 제공할 국립 보험국을 설립하려고 했으나, 이 제안 또한 부결되었다. 루스벨트는 두 번째 임기에도 반독점 소송을 계속 제기했으며, 1906년에 스탠더드 오일을 상대로 한 소송은 1911년 이 회사의 해체로 이어졌다. 반독점 소송과 주요 규제 개혁 노력 외에도, 루스벨트 행정부는 많은 대규모 트러스트의 협력을 얻었으며, 이들은 기업국의 규제를 수용했다. 자발적으로 규제에 동의한 회사 중 하나는 US 스틸로, 이 회사는 기업국의 조사에 협력함으로써 반독점 소송을 피했다.

### 환경 보전

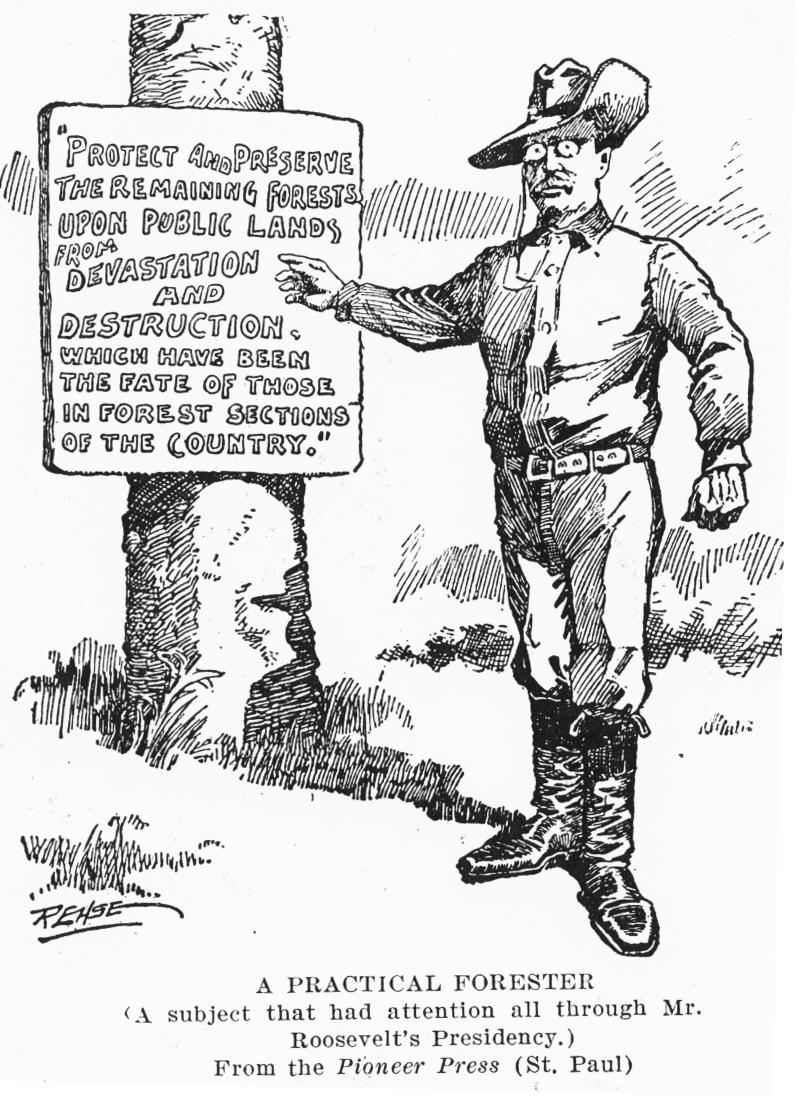
1908년 루스벨트를 "실용적인 산림 관리인"으로 묘사한 사설 만화

루스벨트는 저명한 환경 보전론자였으며, 이 문제를 국가 의제의 최우선 순위에 두었다. 루스벨트의 환경 보전 노력은 환경 보호뿐만 아니라, 특정 개인이나 회사가 아닌 사회 전체가 국가의 천연자원으로부터 혜택을 받도록 보장하는 것을 목표로 했다. 환경 문제에 대한 그의 핵심 고문이자 부하 직원은 산림청장이었던 기퍼드 핀초였다. 루스벨트는 국유림에 대한 통제권을 내무부에서 농무부 소속인 산림청으로 이전함으로써 핀초의 환경 문제에 대한 권한을 강화했다. 핀초의 기관은 미국 산림청으로 이름이 바뀌었고, 핀초는 국유림에서 적극적인 환경 보전 정책 시행을 총괄했다.
루스벨트는 1902년 뉴랜즈 수용법을 장려했는데, 이 법은 소규모 농장에 관개용 댐의 연방 건설을 촉진하고 2억 3천만 에이커(360,000 mi2 또는 930,000 km2)를 연방 보호 하에 두었다. 1906년 의회는 골동품 법을 통과시켜 대통령에게 연방 토지에 국립 기념물을 만들 권한을 부여했다. 루스벨트는 이전의 모든 전임자들을 합친 것보다 더 많은 연방 토지, 국립공원 및 자연 보호구역을 지정했다. 루스벨트는 환경 보전과 운송 목적 모두를 위한 수자원 프로젝트 건설을 조정하기 위해 내륙 수로 위원회를 설립했으며, 1908년에는 주지사 회의를 개최했다. 이는 주지사들이 처음으로 함께 모인 자리였으며, 목표는 환경 보전에 대한 지지를 강화하고 조율하는 것이었다. 루스벨트는 이후 국가 천연자원 목록을 작성하기 위해 국립 환경 보전 위원회를 설립했다.
루스벨트의 정책은 존 뮤어와 같은 환경 운동가와 콜로라도주 상원의원 헨리 M. 텔러와 같은 환경 보전 반대자들 모두의 반대에 부딪혔다. 시에라 클럽의 설립자인 뮤어는 순수한 아름다움을 위해 자연을 보존하기를 원했지만, 루스벨트는 핀초의 공식, 즉 "숲이 가장 유용한 작물이나 서비스를 최대량으로 생산하고, 이를 여러 세대에 걸쳐 사람과 나무에게 계속 생산하도록 하는 것"에 동의했다. 한편 텔러와 다른 환경 보전 반대자들은 환경 보전이 서부의 경제 발전을 막고 워싱턴에 권력이 집중될 것을 우려했다. 루스벨트의 야심 찬 정책에 대한 반발은 루스벨트 대통령 재임 마지막 해에 추가적인 환경 보전 노력을 방해했으며, 나중에 태프트 행정부 시절 핀초-볼링거 논쟁에 기여했다.

### 노동 관계

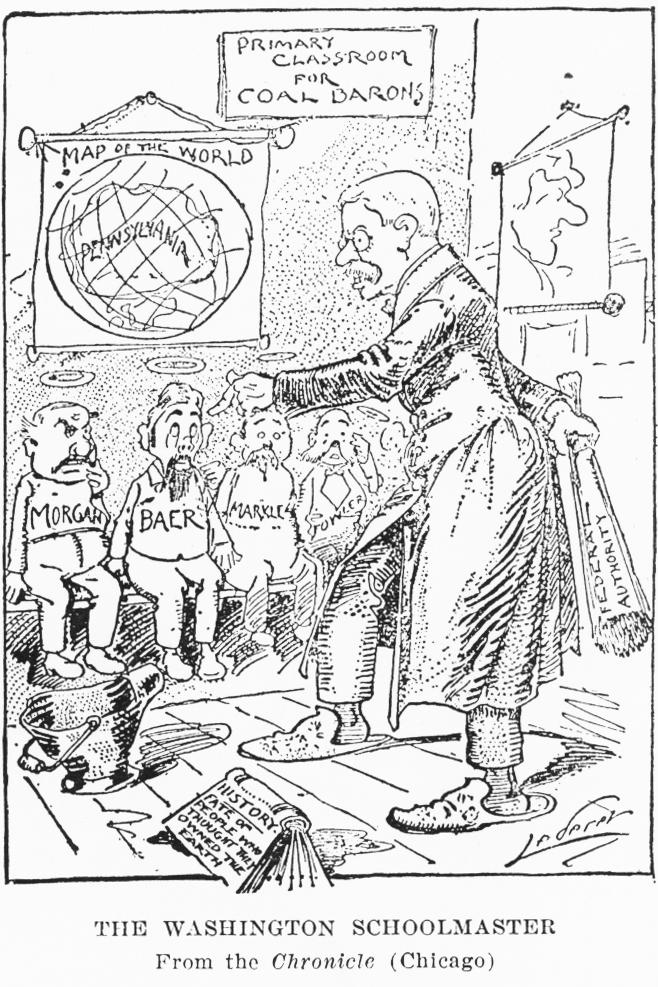
"워싱턴의 교사", 1902년 석탄 파업에 대한 사설 만화, 찰스 레더러 작

루스벨트는 일반적으로 노사 분쟁에 관여하기를 꺼렸지만, 그러한 분쟁이 공공 이익을 위협할 때 대통령의 개입이 정당화된다고 믿었다. 루스벨트 취임 전 5년 동안 노동조합 회원 수는 두 배로 늘어났으며, 그의 취임 당시 루스벨트는 노동 불안을 국가가 직면한 가장 큰 잠재적 위협으로 보았다. 그러나 그는 또한 많은 노동자들이 직면한 가혹한 조건 때문에 그들에게 공감했다. 미국노동연맹 (AFL)의 새뮤얼 곰퍼스와 같은 노동 지도자들이 제안한 더 광범위한 개혁에 저항하면서, 루스벨트는 오픈 숍을 공무원들의 공식 정책으로 확립했다.
1899년 미국광산노동자연합 (UMW)은 역청탄 광산에서 무연탄 광산으로 영향력을 확대했다. UMW는 1902년 5월 무연탄 파업을 조직하여 8시간 노동과 임금 인상을 요구했다. 마크 해나의 국민 시민 연맹의 도움으로 협상된 해결책에 도달하기를 바라며, UMW 회장 존 미첼은 역청탄 광부들이 동정 파업을 시작하는 것을 막았다. UMW를 궤멸시키기를 원했던 광산 소유주들은 협상을 거부했고, 파업은 계속되었다. 이어지는 몇 달 동안 석탄 가격은 톤당 5달러에서 15달러 이상으로 치솟았다. 두 당사자가 해결책에 도달하도록 돕기 위해 루스벨트는 1902년 10월 백악관에서 UMW 지도자들과 광산 운영자들을 초청했지만, 광산 소유주들은 협상을 거부했다. 루스벨트, 루트, J.P. 모건의 노력으로 광산 운영자들은 파업 해결책을 제안하기 위한 대통령 위원회 설립에 동의했다. 1903년 3월, 위원회는 임금 인상과 노동 시간을 10시간에서 9시간으로 단축할 것을 명령했다. 광산 소유주들의 주장으로 UMW는 광부들의 대표로 공식 인정을 받지 못했다.
루스벨트는 1902년 이후 노동 분쟁에 대한 대규모 개입을 자제했지만, 주 및 연방 법원은 노동 활동을 막기 위해 금지명령을 발부하며 점점 더 개입했다. 콜로라도주에서는 서부광부연맹이 일련의 파업을 주도하여 콜로라도 노동전쟁으로 알려진 투쟁의 일부가 되면서 긴장이 특히 고조되었다. 루스벨트는 콜로라도 노동전쟁에 개입하지 않았지만, 제임스 해밀턴 피바디 주지사는 콜로라도 주 방위군을 파견하여 파업을 진압했다. 1905년, 메리 해리스 존스와 유진 데브스와 같은 급진적인 노조 지도자들은 AFL의 회유 정책을 비판하는 세계산업노동자연맹 (IWW)을 설립했다.

### 민권
루스벨트는 인종 관계 개선에 어느 정도 기여했지만, 진보 시대의 대부분의 지도자들처럼 인종 문제에 대한 주도권이 부족했다. 당시 가장 중요한 흑인 지도자였던 부커 T. 워싱턴은 1901년 10월 16일 백악관 만찬에 초대된 최초의 아프리카계 미국인이었다. 1890년대 공화당 정치인들에게 중요한 고문으로 부상했던 워싱턴은 인종 분리를 확립한 짐크로 법에 대한 타협을 선호했다. 만찬 소식은 이틀 후 언론에 전해졌고, 특히 남부 주에서 백인들의 거센 항의가 쏟아져 루스벨트는 다시는 그런 시도를 하지 않았다. 그럼에도 불구하고 루스벨트는 계속해서 워싱턴과 인사에 대해 협의했으며, 흑인을 공직에서 배제하는 것을 선호하는 "백합 백인" 남부 공화당원들을 멀리했다.
워싱턴과의 논란 많은 만찬 이후, 루스벨트는 계속해서 린치에 반대하는 목소리를 냈지만, 아프리카계 미국인의 민권 증진을 위해서는 거의 노력하지 않았다. 그는 연방 후원을 받는 흑인의 수를 줄였다. 1906년, 그는 브라운즈빌에서 발생한 폭력 사태인 브라운즈빌 사건 동안의 행동에 대해 직접적인 증언 명령을 거부한 세 개 흑인 병사 중대의 불명예 제대를 승인했다. 루스벨트는 제대에 대해 북부 신문들로부터 광범위하게 비판을 받았고, 공화당 상원의원 조지프 B. 포에이커는 행정부에 이 사건과 관련된 모든 문서를 넘기도록 지시하는 의회 결의안을 통과시켰다. 논란은 그의 대통령직 남은 기간 동안 지속되었지만, 상원은 결국 해고가 정당했다고 결론 내렸다.

### 1907년 공황
1907년, 루스벨트는 1893년 공황 이후 가장 큰 국내 경제 위기에 직면했다. 미국 주식시장은 1907년 초부터 침체에 빠졌고, 금융 시장의 많은 사람들은 주가 하락의 원인을 루스벨트의 규제 정책 탓으로 돌렸다. 강력한 중앙 은행 시스템이 없었기 때문에, 정부는 경제 침체에 대한 대응을 조정할 수 없었다. 침체는 1907년 10월, 두 투자자가 유나이티드 구리 인수에 실패하면서 전면적인 공황으로 이어졌다. 재무장관 코텔류와 협력하여 금융가 J. P. 모건은 자신들의 돈을 투자하여 위기를 막기 위해 사업가 그룹을 조직했다. 루스벨트는 반독점 문제에도 불구하고 US 스틸이 테네시 석탄, 철강 및 철도 회사를 인수하는 것을 허용하고, 코텔류가 채권을 발행하고 은행에 연방 자금을 투입하는 것을 승인함으로써 모건의 개입을 지원했다. 공황 이후 월가에서 루스벨트의 명성은 바닥을 쳤지만, 대통령은 대체로 인기를 유지했다. 공황 이후, 대부분의 의회 지도자들은 국가 금융 시스템 개혁의 필요성에 동의했다. 루스벨트의 지지를 받아 올드리치 상원의원은 국립 은행이 비상 통화를 발행할 수 있도록 하는 법안을 도입했지만, 그의 제안은 월가에 지나치게 유리하다고 믿는 민주당원과 진보적인 공화당원들에 의해 부결되었다. 의회는 대신 올드리치 브릴랜드 법을 통과시켰는데, 이 법은 국가의 은행 시스템을 연구하기 위한 국가통화위원회를 설립했다. 위원회의 권고는 나중에 연방준비제도의 기초가 될 것이었다.
루스벨트는 경제적 부정 행위에 대해 극도로 부유한 자들에게 분노를 폭발시키며 그들을 "거대한 부의 악당"이라고 불렀다. 8월에 "청교도 정신과 기업 규제"라는 제목의 주요 연설에서 그는 자신감을 회복하려 애쓰면서 위기의 주요 원인을 유럽 탓으로 돌렸지만, 청교도들의 흔들림 없는 정직성을 찬양한 후 다음과 같이 말했다.
정부의 결정… 거대한 부를 가진 특정 악당들을 처벌하려는 결정이 문제의 원인이 되었을 수도 있다. 적어도 이들이 정부 정책의 신뢰를 떨어뜨리고 그 정책을 뒤집기 위해 가능한 한 많은 재정적 압박을 야기하려고 결탁했을 가능성까지는 그렇다. 그리하여 이들이 자신들의 악행의 결과를 방해받지 않고 누릴 수 있도록 말이다.
가장 부유한 사람들에 대해 루스벨트는 사적으로는 "이 나라를 통치할 전적인 부적합성, 그리고 그들이 오늘날의 합법적인 대기업 운영이라고 생각하는 많은 것들이 야기하는 지속적인 피해"를 경멸했다.

### 관세
높은 관세는 항상 공화당의 정통이었다. 그러나 서부 지역은 산업 제품에 대한 관세를 낮추고 농산물에 대한 관세는 높게 유지하기를 원했다. 민주당은 높은 관세가 대기업을 부유하게 하고 소비자에게 해를 끼친다는 강력한 선거 쟁점을 가지고 있었다. 그들은 관세율을 급격히 낮추고 부자에게 소득세를 부과하기를 원했다. 루스벨트는 정치적 딜레마를 깨닫고 그의 전체 대통령 재임 기간 동안 관세 문제를 회피하거나 연기했다. 이 문제는 그의 후임자 아래에서 터져 태프트에게 큰 피해를 주었다. 관세는 국내 제조업을 해외 경쟁으로부터 보호하고 미국 공장의 임금을 높게 유지하여 이민자들을 유치했다. 수입품에 대한 세금은 1901년에 연방 수입의 3분의 1 이상을 차지했다. 매킨리는 확고한 보호주의자였고, 1897년 딩글리 관세는 관세율을 크게 인상했다. 매킨리는 또한 전체 관세율을 높게 유지하면서 해외 무역을 확대하기 위해 프랑스, 아르헨티나 및 기타 국가들과 양자 상호 협정 조약을 협상했다. 이전의 다른 공화당 대통령들과 달리, 루스벨트는 보호 관세를 강력하게 옹호한 적이 없었고, 일반적으로 관세를 중요하게 여기지도 않았다. 루스벨트가 취임했을 때, 매킨리의 상호 협정 조약은 상원에 계류 중이었고, 많은 사람들은 올드리치와 다른 보수주의자들의 반대에도 불구하고 비준될 것이라고 생각했다. 올드리치와 협의한 후, 루스벨트는 당내 갈등을 피하기 위해 조약의 상원 비준을 추진하지 않기로 결정했다. 그러나 그는 필리핀과의 상호 관세 조약과 국내 설탕 업계의 반대를 극복한 후 쿠바와의 조약과 같은 몇 가지 사소한 변화를 이루었다.
관세 문제는 루스벨트의 첫 임기 내내 잠잠했지만, 양당 모두에게 중요한 선거 쟁점으로 남아 있었다. 관세 인하 지지자들은 1905년 초에 루스벨트에게 이 문제를 해결하기 위한 의회 특별 회기를 소집해 달라고 요청했지만, 루스벨트는 관세율 인하에 대한 신중한 지지 의사만을 표명했고, 루스벨트 재임 기간 동안 관세에 대한 추가 조치는 취해지지 않았다. 20세기 첫 10년 동안, 미국은 1870년대 초 이후 처음으로 지속적인 인플레이션 기간을 겪었으며, 민주당원들과 다른 자유 무역 옹호자들은 물가 상승의 원인을 높은 관세율 탓으로 돌렸다. 관세 인하는 점점 더 중요한 국가적 쟁점이 되었고, 루스벨트가 퇴임한 직후인 1909년에 의회는 주요 관세 법안을 통과시킬 것이었다.

### 좌파 중심으로 이동 (1907~1909)

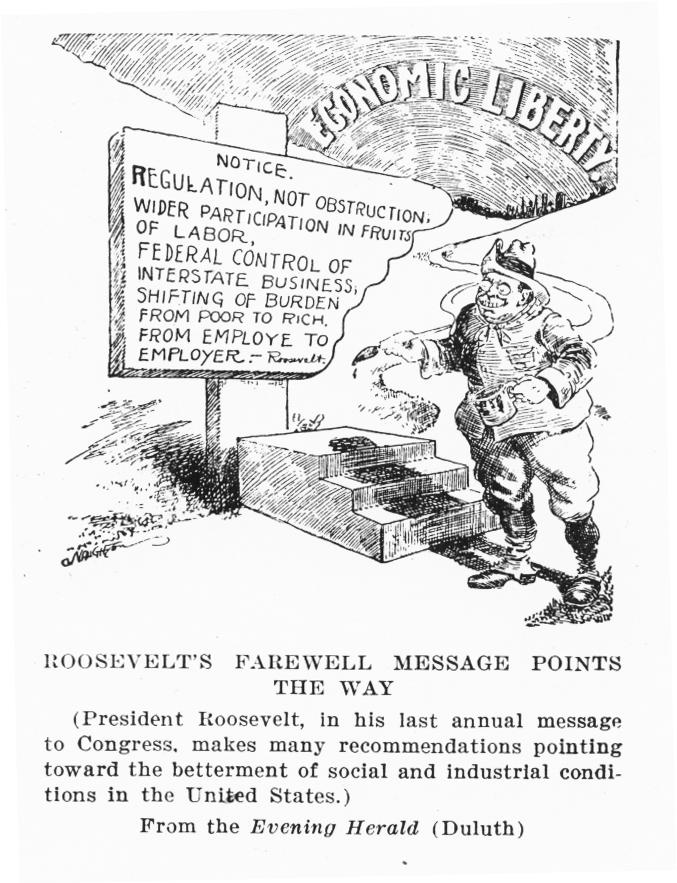
재임 말년, 루스벨트는 수많은 개혁을 제안했다.

1907년까지 루스벨트는 자신을 공화당의 "좌파 중심"으로 여겼다. 그는 자신의 균형잡힌 입장을 다음과 같이 설명했다.
공직 생활 내내 나는 수없이 폭도들의 정신에 맞서야 했고, 가난하고 무지하며 불안정한 사람들이 부유한 자들에게 품는 악의적인 질투와 증오에 맞서야 했다. 그러나 지난 몇 년 동안 나는 거대한 부를 가진 부패한 부자들, 그리고 언론, 설교단, 대학, 공공 생활의 대리인들을 통해 막대한 영향력을 행사하는 그들과 혹독한 전쟁을 치러야 했다.
기업 스캔들에 대한 대중의 분노가 커지고 링컨 스테픈스와 아이다 M. 타벨과 같은 진실 파헤치는 기자들의 보도가 더해지면서, 공화당은 올드리치와 같은 보수주의자들과 앨버트 B. 커민스 및 로버트 M. 라폴레트 시니어와 같은 진보주의자들 사이에서 분열되었다. 루스벨트는 자신의 당의 좌파를 완전히 포용하지는 않았지만, 그들의 제안 중 많은 부분을 채택했다.
재임 마지막 2년 동안 루스벨트는 대기업에 대한 신중한 접근 방식을 버리고, 보수적인 비평가들을 맹비난하며 의회에 일련의 급진적인 새 법률을 제정할 것을 촉구했다. 루스벨트는 자유방임주의 경제 환경을 연방 정부의 더 큰 규제 역할을 포함하는 새로운 경제 모델로 대체하려 했다. 그는 19세기 기업가들이 혁신과 새로운 사업에 재산을 걸었고, 이 자본가들이 정당하게 보상받았다고 믿었다. 반면, 그는 20세기 자본가들은 거의 위험을 감수하지 않았음에도 불구하고 막대하고 불공정한 경제적 보상을 거두었다고 믿었다. 상류층으로부터의 부의 재분배가 없다면, 루스벨트는 국가가 급진주의로 돌아서거나 혁명에 빠질 것을 우려했다.
1908년 1월, 루스벨트는 의회에 특별 메시지를 보내고 최근 대법원이 주 내 기업에 대한 적용 문제로 인해 파기한 고용주 책임법의 복원을 촉구했다. 그는 또한 국가 법인화 법안 (모든 기업은 주마다 크게 다른 주 헌장을 가지고 있었다), 연방 소득세 및 상속세 (둘 다 부자를 겨냥함), 파업 중 노동 조합에 대한 법원 금지명령 사용 제한 (금지명령은 주로 기업에 도움이 되는 강력한 무기였다), 연방 직원의 8시간 근무 제도, 우편 저축 시스템 (지역 은행에 경쟁을 제공하기 위함), 그리고 기업의 정치 캠페인 기부 금지 법안을 요구했다.
루스벨트의 점점 더 급진적인 입장은 중서부와 태평양 연안, 그리고 농부, 교사, 성직자, 사무직 노동자, 일부 소상인들 사이에서는 인기가 있었지만, 동부 공화당원, 기업 임원, 변호사, 당원, 그리고 많은 의회 의원들에게는 분열적이고 불필요하게 보였다. 윌리엄 제닝스 브라이언과 같은 포퓰리스트 민주당원들은 루스벨트의 메시지에 감탄을 표했고, 한 남부 신문은 루스벨트가 1908년에 브라이언을 러닝메이트로 삼아 민주당원으로 출마할 것을 촉구했다. 존 샤프 윌리엄스와 같은 민주당 의회 지도자들이 공개적으로 지지를 표명했음에도 불구하고, 루스벨트는 재임 기간 동안 공화당을 떠나는 것을 진지하게 고려한 적이 없다. 루스벨트의 좌익으로의 움직임은 일부 의회 공화당원과 많은 대중의 지지를 받았지만, 넬슨 올드리치 상원의원과 조지프 거니 캐넌 하원의장과 같은 보수적인 공화당원들이 의회를 장악하고 있었다. 이 공화당 지도자들은 루스벨트의 의제 중 더 야심 찬 측면을 막았지만, 루스벨트는 새로운 연방 고용주 책임법과 워싱턴 D.C.에서의 아동 노동 제한과 같은 다른 법률들을 통과시켰다.

### 주 승인
루스벨트 재임 기간 중 새로운 주 하나, 오클라호마가 연방에 편입되었다. 인디언 준주와 오클라호마 준주로 구성된 오클라호마는 1907년 11월 16일 제46번째 주가 되었다. 오클라호마 인에이블링법에는 또한 뉴멕시코 준주와 애리조나 준주가 주가 되기 위한 절차를 시작하도록 장려하는 조항이 포함되어 있었다.

## 외교 정책
외교 정책은 루스벨트와 구세대에서 가장 권위 있는 공화당원 중 한 명인 존 헤이 국무장관 사이의 줄다리기가 되었다. 루스벨트가 대부분의 홍보를 얻었지만, 실제로는 헤이가 일상적이고 의례적인 업무를 모두 처리했으며 정책 형성에 강력한 목소리를 냈다. 헤이가 1905년에 사망하자 루스벨트는 엘리후 루트를 국무장관으로 임명했는데, 루트는 육군장관으로 재직 중이었고 그 자리는 윌리엄 하워드 태프트가 대신했다. 루스벨트는 모든 주요 문제를 직접 처리했다. 친한 친구인 헨리 캐벗 로지 상원의원을 제외하고 루스벨트는 외교 문제에 대해 상원의원들과 거의 교류하지 않았다.

### 곤봉 외교
루스벨트는 자신의 정책을 간결하게 요약하는 기발한 문구를 만드는 데 능숙했다. "큰 몽둥이"는 그의 강경한 외교 정책을 나타내는 그의 캐치프레이즈였다: "조용히 말하되 큰 몽둥이를 지니고 다녀라; 그러면 멀리 갈 수 있을 것이다." 루스벨트는 자신의 스타일을 "어떤 위기가 발생하기 훨씬 전에 지능적인 선견지명과 단호한 행동을 행사하는 것"이라고 묘사했다. 루스벨트가 실천한 큰 몽둥이 외교는 다섯 가지 구성 요소를 가지고 있었다. 첫째, 상대방이 주의 깊게 주목하도록 강요하는 심각한 군사력을 보유하는 것이 필수적이었다. 당시 이는 세계적 수준의 해군을 의미했다. 루스벨트는 대규모 육군을 지휘한 적이 없었다. 다른 특성으로는 다른 국가에 대해 공정하게 행동하고, 절대 허세를 부리지 않으며, 강하게 공격할 준비가 되어 있을 때만 공격하고, 패배한 상대방이 체면을 살리도록 허용하는 의지가 있었다.

### 강대국 정치
스페인에 대한 승리는 미국을 대서양과 태평양 양쪽에서 강국으로 만들었다. 이미 미국은 가장 큰 경제 강국이었다. 루스벨트는 1905년 취임 연설에서 다음과 같이 선언하며 미국의 영향력 확대를 계속하기로 결심했다.
| “ | 우리는 위대함이라는 사실로 인해 지구상의 다른 국가들과 관계를 맺을 수밖에 없는 위대한 국가가 되었으며, 그러한 책임에 걸맞게 행동해야 한다. 모든 다른 국가, 크든 작든, 우리의 태도는 진심 어린 우정이어야 한다. 우리는 말뿐만 아니라 행동으로도 그들의 모든 권리를 공정하고 관대하게 인정하는 정신으로 그들을 대함으로써 그들의 선의를 진정으로 바라고 있음을 보여주어야 한다.... 용감하고 공정하게 행동하는 약소국은 결코 우리를 두려워할 이유가 없어야 하며, 어떤 강대국도 우리를 오만한 침략의 대상으로 삼을 수 없어야 한다. | ” |

루스벨트는 국제 관계에서 세력균형을 유지하고 긴장을 완화할 의무가 있다고 보았다. 그는 또한 서반구에서 유럽 식민주의에 반대하는 미국의 정책인 먼로주의를 옹호하는 데 있어서도 단호했다. 루스벨트는 독일 제국을 가장 큰 잠재적 위협으로 보았고, 카리브해에 독일 기지가 있는 것에 강력히 반대했다. 그는 빌헬름 2세 독일 황제가 미국과의 관계를 개선하려는 노력에 회의적으로 반응했다. 루스벨트는 또한 일본 제국과 러시아 제국이 한국과 중국에서 자신들의 역할을 확대하려 경쟁하고 있는 동아시아와 태평양에서 미국의 영향력을 확대하려 시도했다. 그는 매킨리의 동아시아 수사학의 중요한 측면인 모든 국가가 중국과 동등한 조건으로 무역을 할 수 있도록 중국 경제를 개방해야 한다는 문호개방정책을 유지했다.
유럽 문제에서 가시성을 확보하기 위해 루스벨트는 1905-1906년 제1차 모로코 위기를 일시적으로 해결한 알헤시라스 회담을 조직하는 데 도움을 주었다. 프랑스와 영국은 프랑스가 모로코를 지배하기로 합의했지만, 독일은 갑자기 공격적으로 항의했다. 베를린은 루스벨트에게 도움을 요청했고 그는 1906년 4월에 열강 간의 합의를 촉진했다. 독일은 중요한 것을 얻지는 못했지만 1912년 훨씬 더 심각한 제2차 모로코 위기를 야기할 때까지 잠시 완화되었다.

### 미국-스페인 전쟁의 여파

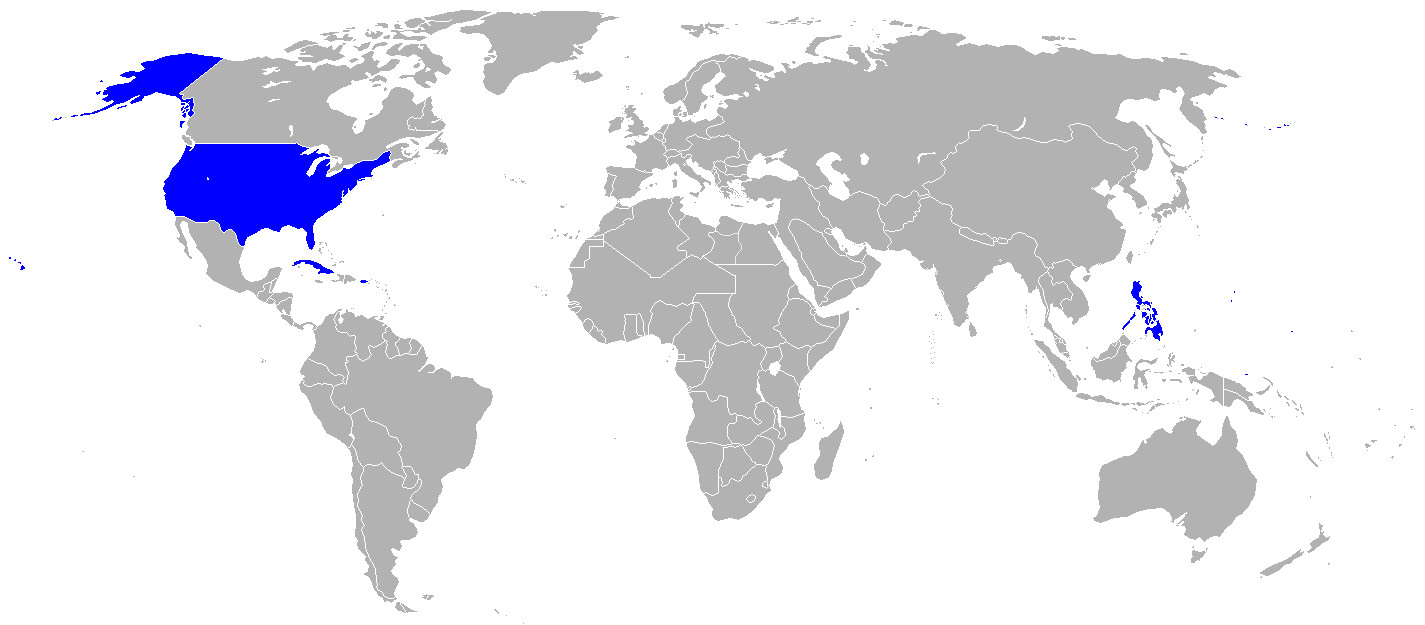
루스벨트가 취임했을 당시 미국과 그 식민지

#### 필리핀
미국인들은 새로운 영토의 지위에 대해 뜨겁게 논쟁했다. 루스벨트는 쿠바가 빨리 독립해야 하며, 포에이커법 조건에 따라 푸에르토리코는 반자율적인 영토로 남아있어야 한다고 믿었다. 그는 에밀리오 아기날도가 이끄는 반란에도 불구하고 미국군이 필리핀에 남아 안정적이고 민주적인 정부를 수립해야 한다고 생각했다. 루스벨트는 미국의 급격한 철수가 필리핀의 불안정이나 일본의 점령으로 이어질 것을 우려했다.
대부분의 필리핀 지도자들이 미국의 통치를 받아들이면서 필리핀 반란의 주요 단계는 1902년까지 끝났다. 그러나 미국군과 필리핀 저항 세력 간의 전투는 수년 동안 계속되었는데, 특히 이슬람 모로족이 스페인에 저항했던 것처럼 미국 통치에 저항했던 외딴 남부 지역에서는 모로 반란이 발생했다. 종교적 긴장을 해소하고 마지막 스페인 잔존 세력을 제거하기 위해 루스벨트는 가톨릭 성직자들을 매수하여 스페인으로 돌려보내는 (교황에게 보상금을 지급하는) 매킨리 정책을 계속했다.
필리핀의 근대화는 높은 우선순위였다. 그는 인프라 개선, 공중 보건 프로그램 도입, 경제 및 사회 현대화 시작에 막대한 투자를 했다. 1898-99년에 식민지에 대한 그의 열정은 식었으며, 루스벨트는 섬들을 "우리의 아킬레스 건"으로 보았다. 그는 1907년에 태프트에게 "섬들이 독립하고, 아마도 질서 유지를 위한 일종의 국제적 보장이 있거나, 질서를 유지하지 못하면 우리가 다시 개입해야 할 것이라는 경고가 있다면 기쁠 것이다"라고 말했다. 그 무렵 대통령과 그의 외교 정책 고문들은 아시아 문제에서 벗어나 라틴 아메리카에 집중했으며, 루스벨트는 필리핀 정책을 아시아에서 최초로 자치 정부를 달성하는 서구 식민지가 되도록 준비하는 방향으로 전환했다. 필리핀은 1907년 최초의 민주적 선거를 치렀고, 미국인 총독의 지배를 받는 필리핀 주도의 의회를 선출했다. 대부분의 필리핀 지도자들은 독립을 선호했지만, 특히 지역 사업의 많은 부분을 통제했던 중국인과 같은 일부 소수 민족은 미국 통치 하에 영구적으로 남아 있기를 원했다.
필리핀은 진보적 개혁가들에게 중요한 대상이었다. 태프트 육군장관에게 제출된 보고서에는 미국 민정부가 달성한 성과가 요약되어 있었다. 여기에는 영어 교육을 기반으로 한 공립 학교 시스템의 빠른 건설 외에도 다음이 포함되었다.
새롭게 보수된 마닐라 항구에 건설된 강철 및 콘크리트 부두; 파시그강의 준설; 식민 정부의 효율화; 정확하고 이해하기 쉬운 회계; 전신 및 케이블 통신망 구축; 우편 저금 은행 설립; 대규모 도로 및 교량 건설; 공정하고 부패 없는 경찰; 재정적으로 탄탄한 토목 공학; 오래된 스페인 건축물 보존; 대규모 공공 공원; 철도 건설 권한에 대한 입찰 절차; 회사법; 그리고 해안 및 지질 조사.

#### 쿠바
필리핀이 1946년까지 미국의 지배하에 있었던 반면, 쿠바는 1902년에 독립했다. 매킨리 임기 마지막 해에 통과된 플랫 수정안은 쿠바를 사실상 미국의 보호령으로 만들었다. 루스벨트는 1902년 12월 쿠바와의 호혜 협정에 대한 의회 승인을 얻어 양국 간 무역 관세를 낮추었다. 1906년, 쿠바 대통령 토마스 에스트라다 팔마의 선거 사기로 인해 반란이 일어났다. 에스트라다 팔마와 그의 자유주의 반대파 모두 미국의 개입을 요구했지만, 루스벨트는 개입하기를 꺼렸다. 에스트라다 팔마와 그의 내각이 사임하자 태프트 육군장관은 플랫 수정안에 따라 미국이 개입할 것이라고 선언했고, 이는 제2차 쿠바 점령의 시작을 알렸다. 미군은 섬의 평화를 회복했으며, 루스벨트 대통령 임기가 끝나기 직전에 점령이 종료되었다.

#### 푸에르토리코
푸에르토리코는 미국-스페인 전쟁 당시 뒷전으로 밀려났지만, 카리브해에서의 전략적 위치로 인해 중요성을 띠게 되었다. 이 섬은 파나마 운하 방어를 위한 이상적인 해군 기지를 제공했으며, 라틴 아메리카의 나머지 지역과의 경제적, 정치적 연결 고리 역할도 했다. 당시 만연했던 인종 차별적 태도로 인해 푸에르토리코의 주 승격은 어려웠고, 따라서 미국은 섬에 새로운 정치적 지위를 부여했다. 포에이커법과 후속 대법원 판례는 푸에르토리코를 최초의 비법인 영토로 확립했으며, 이는 미국 헌법이 푸에르토리코에 완전히 적용되지 않는다는 것을 의미했다. 비록 미국은 대부분의 푸에르토리코 수입품에 관세를 부과했지만, 섬의 인프라와 교육 시스템에도 투자했다. 민족주의 정서는 섬에서 강하게 남아 있었고 푸에르토리코인들은 영어가 아닌 스페인어를 주로 계속 사용했다.

### 군사 개혁

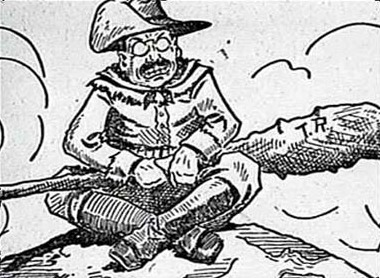
1904년 윌리엄 앨런 로저스 작, 카리브해에서 루스벨트의 "큰 몽둥이" 정책에 대한 논평

루스벨트는 미군 확장 및 개혁에 중점을 두었다. 1890년에 3만 9천 명의 병력을 보유했던 미국 육군은 19세기 말 주요 강대국 중 가장 작고 약한 군대였다. 반면 프랑스 육군은 54만 2천 명의 병력으로 구성되어 있었다. 미국-스페인 전쟁은 주로 임시 자원병과 주 방위군 부대에 의해 치러졌으며, 이는 부서 및 국에 대한 더 효과적인 통제가 필요함을 보여주었다. 루스벨트는 육군 장관 엘리후 루트가 제안한 개혁에 강력한 지지를 보냈다. 루트는 총책임자로서 제복을 입은 참모총장과 계획을 위한 유럽식 참모 본부를 원했다. 미국 육군 총사령관인 넬슨 A. 마일즈 장군의 반대를 극복하고, 루트는 웨스트 포인트를 확장하고 미국 육군참모대학교와 참모 본부를 설립하는 데 성공했다. 루트는 또한 진급 절차를 변경하고, 특수 병과를 위한 학교를 조직하고, 참모에서 야전 부대로 장교를 순환시키는 원칙을 고안했으며, 육군과 주 방위군의 연계를 강화했다.
취임하자마자 루스벨트는 해군 확장을 우선순위로 삼았고, 그의 재임 기간 동안 해군 함선, 장교 및 사병의 수가 증가했다. 앨프리드 세이어 머핸 대위의 1890년 《해양력이 역사에 미치는 영향》 출판과 함께 그는 즉시 유럽 지도자들로부터 뛰어난 해군 이론가로 환영받았다. 루스벨트는 강력한 함대를 가진 국가만이 세계 해양을 지배하고, 외교력을 최대한 발휘하며, 자국 국경을 방어할 수 있다는 머핸의 강조에 매우 주의를 기울였다. 1904년까지 미국은 세계에서 다섯 번째로 큰 해군을 보유했으며, 1907년에는 세 번째로 큰 해군을 보유했다. 루스벨트는 1907-1909년에 대백색함대의 전함 16척을 전 세계에 파견했다. 퓰리처상 수상 작가 헨리 프링글은 함대를 파견한 것이 "일본 문제의 직접적인 결과"라고 진술했다. 그는 모든 해군 강국들이 미국이 이제 주요 세력임을 이해하도록 했다. 루스벨트의 함대가 영국 함대의 전체적인 강도와 일치하지는 않았지만, 서반구에서 지배적인 해군력이 되었다.

### 영국과의 관계 개선
영국은 동맹 없는 오랜 전통을 끝내고 친구를 찾고 있었다. 프랑스, 일본과 동맹을 맺었고, "대화해"라고 불리는 미국과의 우정을 추구했다. 런던은 스페인과의 전쟁에서 워싱턴을 지지했고, 미국이 파나마 운하를 단독으로 건설하는 것을 허용하고 미국이 중앙아메리카의 경찰 역할을 해야 한다는 데 동의했다. 워싱턴은 남아프리카의 보어인들에 맞서 영국을 지지했다.

#### 알래스카 국경 분쟁
그러나 캐나다는 캐나다 금광 접근권을 제공하는 알래스카 지역을 차지하기를 원했다. 매킨리는 임대를 제안했지만 캐나다는 소유권을 요구했다. 기술적으로 이 분쟁은 1825년 상트페테르부르크 조약의 모호함에 관한 것이었다. 미국은 1867년 알래스카 매매를 통해 이 지역에 대한 러시아의 주장을 인수했다. 1903년 1월, 워싱턴과 런던은 미국, 영국, 캐나다 대표로 구성된 6인 재판부에 국경을 최종 확정하기로 합의했다. 3명의 미국 대표 외에 재판부에는 캐나다 대표 2명과 영국 자체 대표인 알버스턴 경이 있었다. 캐나다의 충격과 경악 속에 알버스턴은 1903년 10월 3명의 미국 대표와 함께 미국의 주장을 받아들였다. 재판부의 결과는 미국과 영국 간의 관계를 개선했지만, 많은 캐나다인들은 재판부의 결정에 대해 런던에 분노했다.

### 베네수엘라 위기와 루스벨트 계론
1902년 12월, 베네수엘라에 대한 영국-독일 봉쇄로 인해 베네수엘라 위기로 알려진 사건이 시작되었다. 베네수엘라는 유럽 채권자들에게 막대한 빚을 지고 있었고 이를 갚지 않았다. 루스벨트는 독일이 영토 배상과 서반구에 영구적인 독일 군사 주둔을 요구할 수 있다고 의심했다. 루스벨트는 자신의 함대를 동원하여 베를린이 중재에 동의하지 않으면 더 작은 독일 함대를 위협했다. 독일은 이에 따랐고 미국 중재로 사건은 폭력 없이 끝났다.

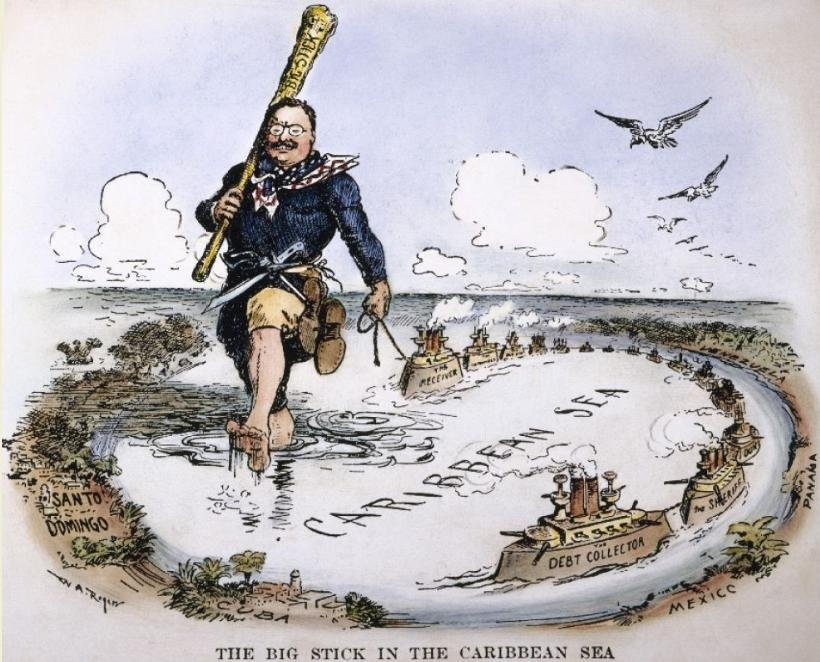
TR은 카리브해를 지배하기 위해 해군을 사용했다; 1904년 윌리엄 앨런 로저스 작 만화

1904년, 루스벨트는 먼로주의에 대한 루스벨트 계론을 발표했다. 이 계론은 불안정한 카리브해 및 중앙아메리카 국가들이 유럽 채권자들에게 채무 불이행을 할 경우 워싱턴이 이들의 재정에 개입할 것이라고 명시했다. 사실상 루스벨트는 이들 국가의 채무를 보증함으로써 유럽 열강이 개입할 필요를 없앴다. 그들은 그렇게 하지 않았다.
도미니카 공화국의 부채 위기는 루스벨트 계론의 첫 번째 시험 사례가 되었다. 루스벨트는 도미니카 대통령 카를로스 펠리페 모랄레스와 도미니카 세관을 일시적으로 통제하기로 합의했다. 루스벨트는 제이콥 홀랜더와 같은 경제학자들을 파견하여 경제를 재구성하고, 외국 채권자들에게 꾸준한 수입 흐름을 보장했다. 이러한 개입은 도미니카 공화국의 정치 및 경제 상황을 안정시켰으며, 이 섬에서의 미국의 역할은 루스벨트 퇴임 후 태프트의 달러 외교의 모델이 될 것이었다.

### 파나마 운하

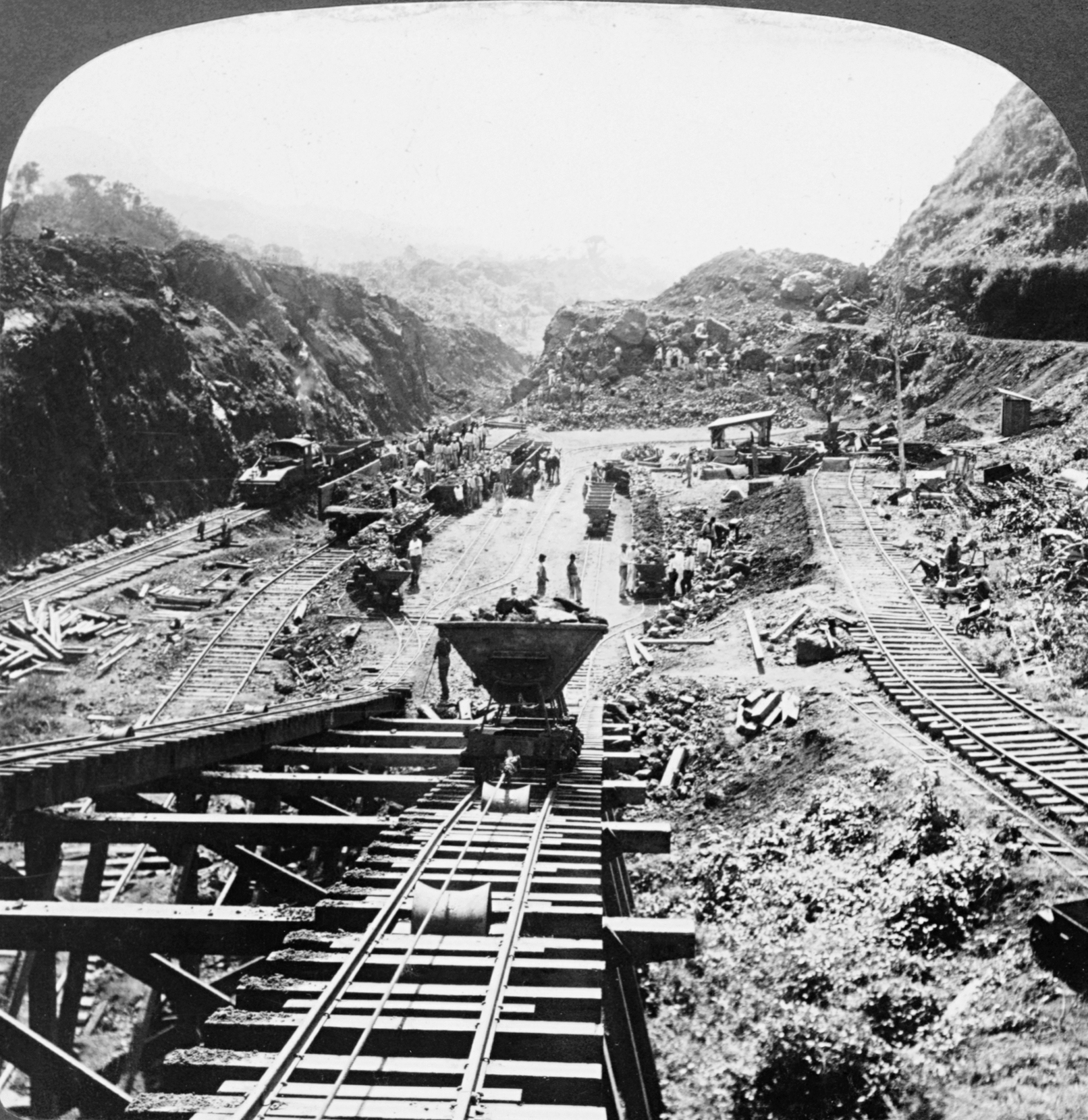
루스벨트는 파나마 운하를 자신의 가장 큰 업적 중 하나로 여겼다

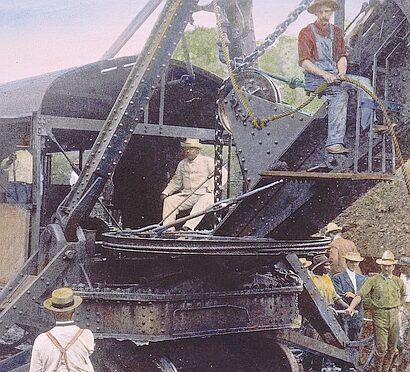
1906년 파나마 운하 쿨레브라 컷 굴착 현장에서 증기 삽 조종석에 앉은 루스벨트

루스벨트는 대서양과 태평양을 연결하는 중앙아메리카를 통과하는 운하 건설을 추진했다. 대부분의 의회 의원들은 기꺼이 협정에 도달하려 했던 니카라과를 통과하는 운하를 선호했지만, 루스벨트는 콜롬비아의 느슨한 통제 하에 있는 파나마 지협을 선호했다. 콜롬비아는 1898년부터 내전에 휘말려 있었고, 파나마를 통과하는 운하를 건설하려던 이전 시도는 페르디낭 드 레셉스의 지휘 아래 실패했다. 매킨리가 임명한 대통령 위원회는 니카라과를 통과하는 운하 건설을 권고했지만, 파나마를 통과하는 운하가 더 저렴하고 더 빨리 완성될 수 있다고 언급했다. 루스벨트와 그의 고문 대부분은 파나마 운하를 선호했는데, 먼로주의 때문에 곧 유럽 강대국, 아마도 독일과의 전쟁이 발발할 수 있고, 운하가 완공될 때까지 미 해군 함대가 양대양으로 분할될 것이라고 믿었기 때문이다. 오랜 논쟁 끝에 의회는 1902년 스푸너 법을 통과시켜 루스벨트에게 파나마 운하 건설을 위해 1억 7천만 달러를 부여했다. 스푸너 법이 통과된 후, 루스벨트 행정부는 파나마를 통과하는 운하 건설에 관해 콜롬비아 정부와 협상을 시작했다.
미국과 콜롬비아는 1903년 1월 헤이-헤란 조약을 체결하여 미국에 파나마 지협을 가로지르는 임대권을 부여했다. 콜롬비아 상원은 이 조약의 비준을 거부하고, 미국으로부터 더 많은 돈과 운하 지대에 대한 콜롬비아의 더 큰 통제권을 요구하는 수정안을 추가했다. 콜롬비아로부터 독립하기를 오랫동안 열망했던 파나마 반군 지도자들은 미국에 군사 지원을 요청했다. 루스벨트는 콜롬비아의 지도자 호세 마누엘 마로킨을 부패하고 무책임한 독재자로 보았으며, 콜롬비아인들이 조약을 체결한 후 거부함으로써 불성실하게 행동했다고 믿었다. 파나마에서 반란이 일어나자 루스벨트는 USS 내쉬빌을 파견하여 콜롬비아 정부가 파나마에 병력을 상륙시키는 것을 막았고, 콜롬비아는 그 지역에 대한 통제권을 회복할 수 없었다. 파나마가 1903년 11월 독립을 선언한 직후, 미국은 파나마를 독립 국가로 인정하고 운하 건설에 대한 협상을 시작했다. 루스벨트 전기 작가 에드먼드 모리스에 따르면, 다른 대부분의 라틴 아메리카 국가들은 경제 활동 증가에 대한 희망으로 새 운하의 전망을 환영했지만, 미국의 반제국주의자들은 루스벨트의 파나마 분리주의자들에 대한 지원에 대해 격렬히 비난했다.
존 헤이 국무장관과 파나마 정부를 대표하는 프랑스 외교관 필리프-장 뷔노-바리야는 빠르게 헤이-뷔노 바리야 조약을 협상했다. 1903년 11월 18일에 서명된 이 조약은 파나마 운하 지대를 설립했으며—미국이 주권을 행사하게 될—파나마 지협을 가로지르는 대서양-태평양 운하 건설을 보장했다. 파나마는 운하 지대(파나마 운하와 중앙선 양쪽으로 일반적으로 five 마일 (8.0 km)까지 확장되는 지역으로 구성됨)를 미국에 1천만 달러와 꾸준히 증가하는 연간 금액으로 매각했다. 1904년 2월, 루스벨트는 66대 14의 투표로 상원에서 조약 비준을 얻어냈다. 태프트 육군장관이 감독하는 지협 운하 위원회는 이 지역을 통치하고 운하 건설을 감독하기 위해 설립되었다. 루스벨트는 조지 휘트필드 데이비스를 파나마 운하 지대의 초대 총독으로, 존 핀들리 월리스를 운하 프로젝트의 수석 엔지니어로 임명했다. 월리스가 1905년에 사임하자 루스벨트는 운하 지대에 철도를 건설하고 갑문 운하 건설을 시작한 존 프랭크 스티븐스를 임명했다. 스티븐스는 1907년에 조지 워싱턴 괴덜스로 교체되었고, 괴덜스는 건설을 완공까지 이끌었다. 루스벨트는 1906년 11월 파나마를 방문하여 운하 진행 상황을 점검했으며, 재임 중 미국 외를 여행한 최초의 대통령이 되었다.

### 동아시아

#### 러일 전쟁
러시아 제국은 1900년 의화단 운동 이후 중국의 만주 지역을 점령했으며, 미국, 일본, 영국 모두 그 지역에서 러시아의 군사적 주둔이 끝나기를 바랐다. 러시아는 1902년에 군대를 철수하기로 합의했지만, 이 약속을 어기고 다른 강대국들에게 불리하게 만주에서 영향력을 확대하려 했다. 루스벨트는 멀리 떨어진 지역에 군사적으로 개입하는 것을 고려하지 않았지만, 일본은 만주에서 러시아를 제거하기 위해 러시아에 대한 전쟁을 준비했다. 1904년 2월 러일 전쟁이 발발하자, 루스벨트는 일본에 공감했지만 분쟁에서 중재자 역할을 하려 했다. 그는 중국에서 문호개방정책을 유지하고 어느 나라도 동아시아의 지배적인 세력으로 부상하는 것을 막으려 했다. 1904년 내내 일본과 러시아 모두 전쟁에서 승리할 것으로 예상했지만, 일본은 1905년 1월 여순항의 러시아 해군 기지를 점령한 후 결정적인 우위를 점했다. 1905년 중반, 루스벨트는 당사자들을 설득하여 8월 5일부터 포츠머스에서 평화 회의를 개최하게 했다. 그의 끈기 있고 효과적인 중재로 9월 5일 포츠머스 조약이 체결되어 전쟁이 끝났다. 이러한 노력으로 루스벨트는 1906년 노벨 평화상을 수상했다. 포츠머스 조약은 만주에서 러시아 군대의 철수를 가져왔고, 일본에게 한국과 사할린섬 남쪽 절반에 대한 통제권을 부여했다.

#### 일본과의 문제
1898년 미국의 하와이 합병은 일본이 하와이 공화국을 지배할 것이라는 두려움에 의해 부분적으로 촉진되었다. 마찬가지로 1900년 미국의 필리핀 점령에 대한 대안은 일본이었다. 이러한 사건들은 해양 강대국으로 전환하려는 미국의 목표의 일부였지만, 태평양에서 일본과의 군사적 충돌을 피할 방법을 찾아야 했다. 시어도어 루스벨트 대통령 재임 기간 동안 그리고 그 이후에도 그의 높은 우선순위 중 하나는 일본과의 우호 관계 유지였다.
19세기 말, 하와이 왕국에 설탕 농장이 개설되면서 많은 일본인 가족들이 이민을 왔다. 모집자들은 124,000명 가량의 일본인 노동자들을 50개 이상의 설탕 농장으로 보냈다. 중국, 필리핀, 포르투갈 및 기타 국가들에서도 300,000명의 추가 노동자들을 보냈다. 1898년 하와이가 미국에 편입되었을 때, 일본인들은 당시 가장 큰 인구 구성 요소였다. 일본からの 이민은 1907년에 대부분 끝났지만, 그 이후로도 가장 큰 구성 요소로 남아 있다.
루스벨트 대통령은 특히 1907년 긴장이 고조되었을 때, 일본의 가능한 침략에 대비하여 섬들을 방어할 전략이 있는지 확인했다. 1907년 6월 그는 군 및 해군 지도자들과 만나 필리핀에서 수행될 일련의 작전들을 결정했는데, 여기에는 석탄, 군량미 선적, 총기와 탄약 이동이 포함되었다. 1907년 10월 23일 퍽 매거진 표지는 시어도어 루스벨트 대통령이 일본을 공격으로부터 방어하는 모습을 보여준다. 루스벨트는 일본 제국 문장이 새겨진 모자를 쓰고 군복을 입고 있으며, 총을 들고 "Sun"과 "World"라는 라벨이 붙은 두 개의 말려진 미국 신문들과 마주하고 있다. 신문들 역시 총을 들고 루스벨트와 대치하고 있다. 잡지 캡션에서 루스벨트는 미국과 일본 간의 미래 충돌을 예측하는 전쟁 이야기가 전적으로 이러한 선동적인 신문들에 기반하고 있으며, 이 신문들은 판매량을 늘리기 위해 루스벨트의 대표인 윌리엄 하워드 태프트를 공격했다고 진술했다. 태프트는 루스벨트가 양국 간의 개선된 소통을 촉진하기 위해 다시 도쿄로 보낸 인물이었다. 이러한 대립의 대부분은 캘리포니아에 거주하는 일본계 미국인들에게 보여진 인종 차별에 의해 촉발되었다.
루스벨트는 일본을 군사력과 경제 현대화 측면에서 아시아의 떠오르는 강국으로 보았다. 그는 한국을 후진국으로 보았고 일본이 한국을 지배하려는 시도에 반대하지 않았다. 서울에서 미국 공사관이 철수하고 국무장관이 한국의 항의 사절단을 접수하지 않음으로써, 미국은 일본의 한국 합병 계획을 막기 위해 군사적으로 개입하지 않을 것임을 시사했다. 1905년 중반, 태프트와 가쓰라 다로 일본 총리는 공동으로 가쓰라-태프트 밀약을 작성했다. 새로운 결정은 없었지만, 양측은 각자의 입장을 명확히 했다. 일본은 필리핀에 관심이 없다고 밝혔고, 미국은 한국을 일본의 세력권으로 간주한다고 밝혔다.
중국에 관해서는 1900년 의화단 운동을 진압하는 데 두 나라가 유럽 열강과 협력했지만, 미국은 모든 국가가 동등한 조건으로 중국과 사업을 할 수 있도록 보장하는 문호개방정책을 일본이 부인하는 것에 대해 점점 더 우려했다.
20세기 초, 서해안을 중심으로 심해진 반일 감정은 양국 관계를 악화시켰다. 시어도어 루스벨트 대통령은 일본인 이민을 중국인 이민처럼 금지하는 법안을 통과시켜 일본을 화나게 하고 싶지 않았다. 대신 엘리후 루트 국무장관과 일본의 하야시 다다스 외무대신 사이에 비공식적인 "신사협정"이 있었다. 이 협정은 일본이 일본인 노동자들의 미국이나 하와이 이민을 중단하고, 캘리포니아에서 인종 분리가 없을 것이라고 명시했다. 이 협정은 1924년 의회가 일본으로부터의 모든 이민을 금지할 때까지 효력을 유지했는데, 이는 일본을 분노하게 한 조치였다.
찰스 노이는 루스벨트의 정책이 성공적이었다고 결론지었다:

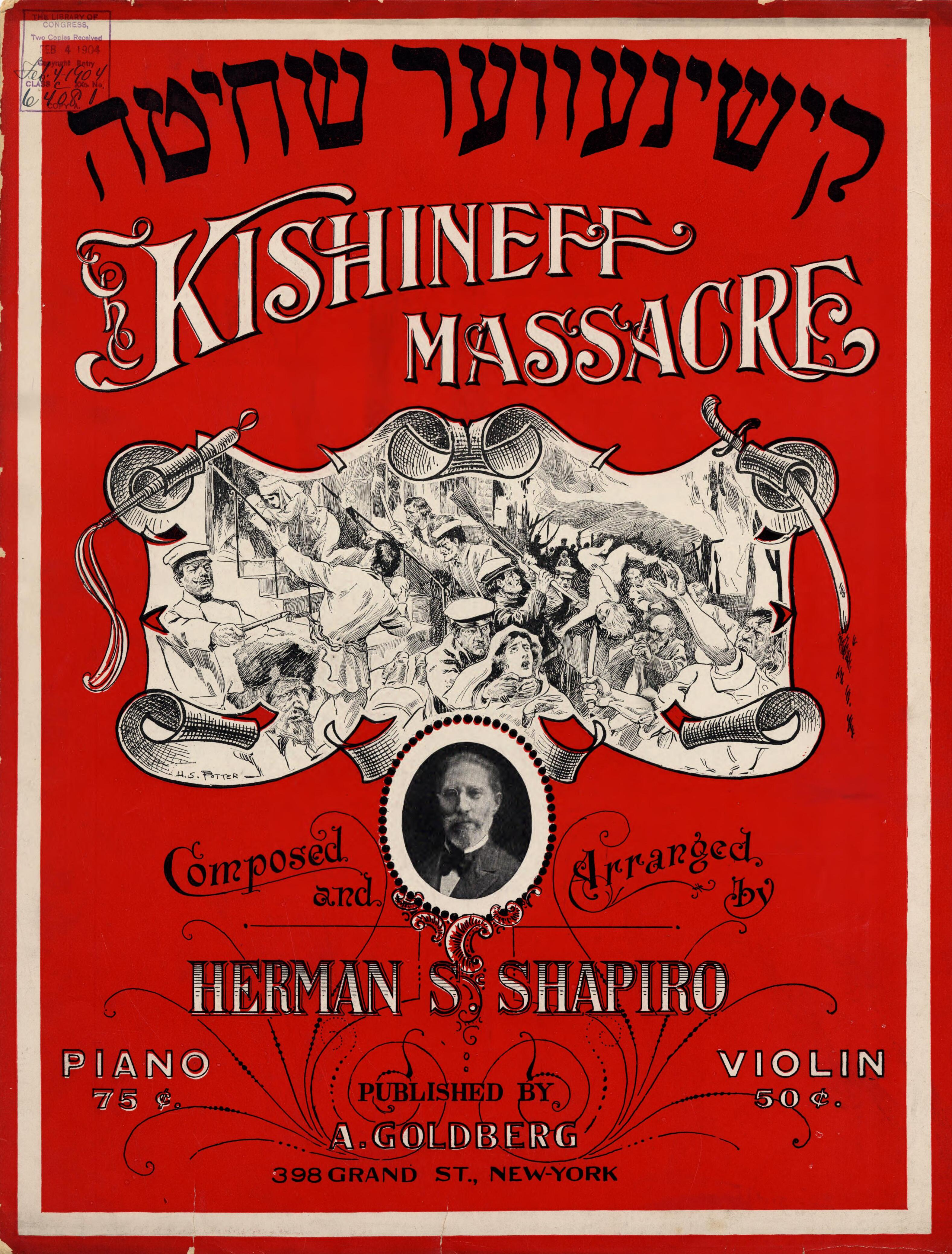
헤르만 S. 샤피로. "키시뇨프 셰키타, 비가" (키시뇨프 대학살 비가). 1904년 키시뇨프 포그롬을 비난하는 뉴욕의 음악 작곡.

| “ | 그의 대통령직이 끝날 무렵, 이 정책은 국내와 극동 지역의 정치적 현실과 태평양에서 미국의 이익을 보존하는 데 일본과의 우정이 필수적이라는 확고한 믿음에 기반한 largely successful 정책이었다… 1906-1909년 일본-미국 위기 동안 루스벨트의 외교는 영리하고 능숙하며 책임감 있는 것이었다. | ” |

#### 중국
의화단 운동 이후, 미국을 포함한 외국 열강들은 신축조약의 일부로 중국에 배상금을 요구했다. 1908년, 루스벨트는 미국의 의화단 배상금 자금을 중국 학생들이 미국에서 공부할 수 있는 장학금으로 사용하도록 배정했다.(p. 91) 수만 명의 중국 학생들이 다음 40년 동안 의화단 배상 장학금으로 미국에서 공부했다.(p. 91)

#### 러시아의 포그롬
19세기 말에서 20세기 초 러시아에서 유대인에 대한 반복적인 대규모 살해 공격인 포그롬은 미국 여론을 점점 더 분노하게 했다. 러시아 포그롬의 직접적인 영향을 받지 않았음에도 불구하고, 미국에 정착한 독일계 유대인들은 잘 조직되어 워싱턴이 러시아 유대인들의 대의를 지지하도록 설득했다. 오스카 스트라우스, 제이컵 시프, 메이어 설츠버거, 랍비 스티븐 새뮤얼 와이즈가 이끌고, 그들은 항의 모임을 조직하고 홍보 활동을 벌였으며, 루스벨트와 존 헤이 국무장관을 만났다. 스튜어트 E. 니(Stuart E. Knee)는 1903년 4월, 루스벨트가 수천 명의 기독교 지도자와 교회 지도자들이 서명한 363건의 주소, 107통의 편지, 24건의 탄원서를 받았다고 보고한다. 이들은 모두 차르에게 유대인 박해를 중단할 것을 촉구했다. 수많은 도시에서 대중 집회가 열렸고, 5월에는 뉴욕 카네기 홀에서 최고조에 달했다. 차르는 다소 후퇴하여 키시뇨프 포그롬 이후 한 지역 관리를 해고했고, 루스벨트는 이를 명시적으로 비난했다. 그러나 루스벨트는 러시아와 일본 간의 전쟁을 중재하고 있었기 때문에 공개적으로 어느 편도 들 수 없었다. 따라서 헤이 국무장관이 워싱턴에서 주도권을 잡았다. 마침내 루스벨트는 차르에게 탄원서를 전달했지만, 차르는 유대인에게 책임이 있다고 주장하며 이를 거부했다. 루스벨트는 1904년 압도적인 재선에서 유대인의 지지를 얻었다. 포그롬은 계속되었고, 수십만 명의 유대인들이 러시아를 떠나 대부분 런던이나 뉴욕으로 향했다. 러시아에 대한 미국 여론이 악화되자 의회는 1906년 공식적으로 러시아 정책을 비난했다. 루스벨트는 새 국무장관 엘리후 루트와 마찬가지로 낮은 자세를 유지했다. 그러나 1906년 말 루스벨트는 최초의 유대인을 내각에 임명했는데, 오스카 스트라우스가 상업노동부 장관이 되었다.

## 대통령 재임 기간 동안의 선거

### 1904년 선거

1904년 선거인단 투표 결과

루스벨트는 대통령 재임 전후로 공화당 내에서 강력한 지지 기반을 구축했지만, 1901년 말에는 1904년 재지명이 불확실했다. 많은 이들이 전 매킨리 대통령의 측근인 마크 해나 상원의원이 1904년 공화당 대통령 후보 지명을 받을 것으로 예상했다. 해나에 대한 지지는 루스벨트의 많은 정책에 반대하는 보수적인 기업인들 사이에서 특히 강했지만, 해나는 자신만의 전국 조직이 없었고, 심지어 고향 주에서도 영향력 있는 조지프 포에이커 상원의원의 반대에 부딪혔다. 해나와 또 다른 저명한 당 지도자인 펜실베이니아의 매슈 퀘이는 모두 1904년에 사망했다. 1904년 공화당 대통령 후보 지명에 대한 다른 잠재적 경쟁자들, 즉 레슬리 쇼와 찰스 W. 페어뱅크스는 자신들의 후보에 대한 지지를 결집하는 데 실패했다. 1904년 공화당 전당대회에서 루스벨트는 자신의 지명을 확보했지만, 그가 선호했던 부통령 러닝메이트인 로버트 R. 히트는 지명되지 않았다. 보수주의자들의 지지를 받았던 찰스 W. 페어뱅크스 상원의원이 부통령 후보로 지명되었다.
1904년 민주당 대통령 후보는 뉴욕 항소 법원의 수석 판사 알톤 B. 파커였다. 민주당 지도자들은 정치적 입장이 대체로 알려지지 않은 파커가 윌리엄 제닝스 브라이언의 포퓰리스트 지지자들과 전 대통령 그로버 클리블랜드의 보수적인 지지자들을 통합할 수 있을 것이라고 기대했다. 파커는 당을 통합하지 못했고, 많은 민주당원들이 루스벨트를 지지했다. 민주당원들은 공화당 캠페인이 기업으로부터 대규모 기부금을 갈취했다고 주장했지만, 이러한 주장은 선거에 거의 영향을 미치지 않았다. 파커가 자신의 당을 보수적인 방향으로 움직이면서, 공화당은 진보주의자와 중도파 사이에서 좋은 성과를 거두었다. 루스벨트는 득표율 56%를 얻었고 파커는 득표율 38%를 얻었으며, 루스벨트는 선거인단 투표에서도 336대 140으로 승리했다. 루스벨트의 승리는 그를 전임자의 사망으로 대통령직을 계승한 후 자신의 임기 전체를 위해 선출된 첫 번째 대통령으로 만들었다. 그의 득표율 차이 18.8%는 1920년 대통령 선거 전까지 미국 역사상 가장 큰 차이였다. 선거 당일 밤, 압도적인 승리가 확실해지자 루스벨트는 세 번째 임기를 출마하지 않겠다고 맹세했다.

### 1908년 선거 및 정권 이양

1908년 선거에서 공화당 윌리엄 하워드 태프트가 민주당 윌리엄 제닝스 브라이언을 꺾었다.

루스벨트는 세 번째 임기에 대해 복잡한 감정을 가졌다. 그는 대통령직을 즐기고 있었고 아직 상대적으로 젊었지만, 제한된 임기 수가 독재를 막는 역할을 한다고 생각했다. 루스벨트는 결국 1904년의 세 번째 임기에 출마하지 않겠다는 약속을 지키기로 결정했고, 1908년 공화당 전당대회에서 발생할 수 있는 루스벨트 지지 대의원들의 쇄도를 피하기 위해 후임자에게 자신의 지지를 보냈다. 루스벨트는 개인적으로 엘리후 루트 국무장관을 선호했지만, 루트의 건강 문제로 인해 부적합한 후보였다. 찰스 에번스 휴스 뉴욕 주지사는 잠재적으로 강력한 후보로 부상했으며 루스벨트의 진보주의를 공유했지만, 루스벨트는 그를 좋아하지 않았고 너무 독립적이라고 생각했다. 대신 루스벨트는 해리슨, 매킨리, 루스벨트 대통령 밑에서 다양한 직책을 능숙하게 수행했던 그의 육군장관 윌리엄 하워드 태프트에게 정착했다. 루스벨트와 태프트는 1890년부터 친구였으며, 태프트는 루스벨트 대통령의 정책을 일관되게 지지했다. 많은 보수주의자들은 진보적인 루스벨트로부터 당의 리더십을 되찾기를 원했다. 태프트와 마찬가지로 오하이오 출신인 조지프 포에이커 상원의원은 잠시 공화당 지명 경쟁에서 주요 보수 후보로 부상했다. 그러나 태프트는 포에이커가 오하이오 공화당을 장악하려는 시도를 물리치고 포에이커, 휴스, 필랜더 녹스 상원의원을 상대로 압도적인 우위를 점하며 전당대회에 참가했다.
1908년 공화당 전당대회에서 많은 이들이 루스벨트 대통령의 "4년 더"를 외쳤지만, 루스벨트의 가까운 친구인 헨리 캐벗 로지가 루스벨트가 세 번째 임기에 관심이 없음을 분명히 하자 태프트가 후보 지명을 얻었다. 공화당 후보 지명 수락 연설에서 태프트는 루스벨트의 정책을 계속할 것을 약속했지만, 선거 운동이 진행됨에 따라 루스벨트에게 의존하는 것을 최소화했고, 대통령에게 공개적으로 자신을 위해 선거 운동을 해달라고 요청하지 않았다. 민주당은 1896년과 1900년에 당의 대통령 후보였던 윌리엄 제닝스 브라이언을 지명했다. 강력한 연설가로 널리 알려진 포퓰리스트 민주당원 브라이언은 태프트가 약한 후보이며 대중이 1896년 선거 이후 나라가 경험한 공화당 지도부에 싫증을 느낄 것이라고 생각했다. 두 당의 강령은 거의 다르지 않았다: 둘 다 반독점 조치, 철도 및 노동 규제, 그리고 관세 개정을 요구했다. 선거일이 다가오면서, 태프트가 공화당 유권자들의 충성심을 유지하고 브라이언을 상대로 압도적인 승리를 거둘 것이 분명해졌다. 브라이언은 선거 운동에서 승리할 쟁점을 찾지 못했다. 태프트는 483개 선거인단 투표 중 321개를 얻었고, 득표율 51.6%를 얻었다. 공화당은 또한 상하원 모두에서 다수당 지위를 유지했다. 루스벨트는 자신이 선택한 후임자의 승리를 자신의 정책과 대통령직의 정당성 입증으로 여겼다. 퇴임할 무렵, 루스벨트는 에이브러햄 링컨 이후 가장 강력하고 영향력 있는 대통령으로 널리 평가받았다. 태프트가 루스벨트 내각 구성원의 거의 대부분을 유임하지 않기로 결정한 것은 루스벨트를 소원하게 만들었지만, 루스벨트는 정권 이양 기간 내내 후임자를 계속 지지했다.

### 의로움의 수사학
루스벨트의 수사학은 개인적인 의로움에 대한 강렬한 도덕주의로 특징지어졌다. 이 어조는 1908년 1월 의회에 새로운 노동법 통과를 촉구하며 보낸 메시지에서 "약탈적 부"를 비난한 것에서 잘 드러난다.
약탈적 부—노동자 착취부터 불공정하고 불건전한 경쟁 억압 방식, 주식 투기 및 증권 조작으로 대중을 속이는 행위에 이르기까지 모든 형태의 불의를 통해 거대한 규모로 축적된 부. 이러한 유형의 일부 부유한 사람들은 평범한 양심을 가진 모든 사람에게 혐오스러워야 할 행동을 하며, 우리의 젊은이들에게 경이로운 사업 성공은 보통 부정직에 기반해야 한다고 가르치는 끔찍한 잘못을 저지른다. 이들은 지난 몇 달 동안 반동을 위해 뭉쳤다는 것을 분명히 보여주었다. 그들의 노력은 법을 정직하게 집행하는 모든 사람을 전복하고 불신하게 만들고, 자신들을 견제하고 억제할 추가 입법을 막으며, 충분한 돈만 있다면 모든 비양심적인 악인이 방해받지 않고 원하는 대로 행동할 수 있도록 모든 제약으로부터 자유를 확보하는 것이다.... 스탠더드 오일 사람들과 내가 위에서 언급한 다른 기업들이 거대한 부를 축적한 방법은 노동 조합의 모든 형태의 범죄 행위, 그리고 살인에서 뇌물 수수, 정치에서 투표함 조작에 이르는 모든 형태의 폭력, 부패, 사기를 정당화하는 도덕 시스템을 옹호함으로써만 정당화될 수 있다.

## 역사적 평가

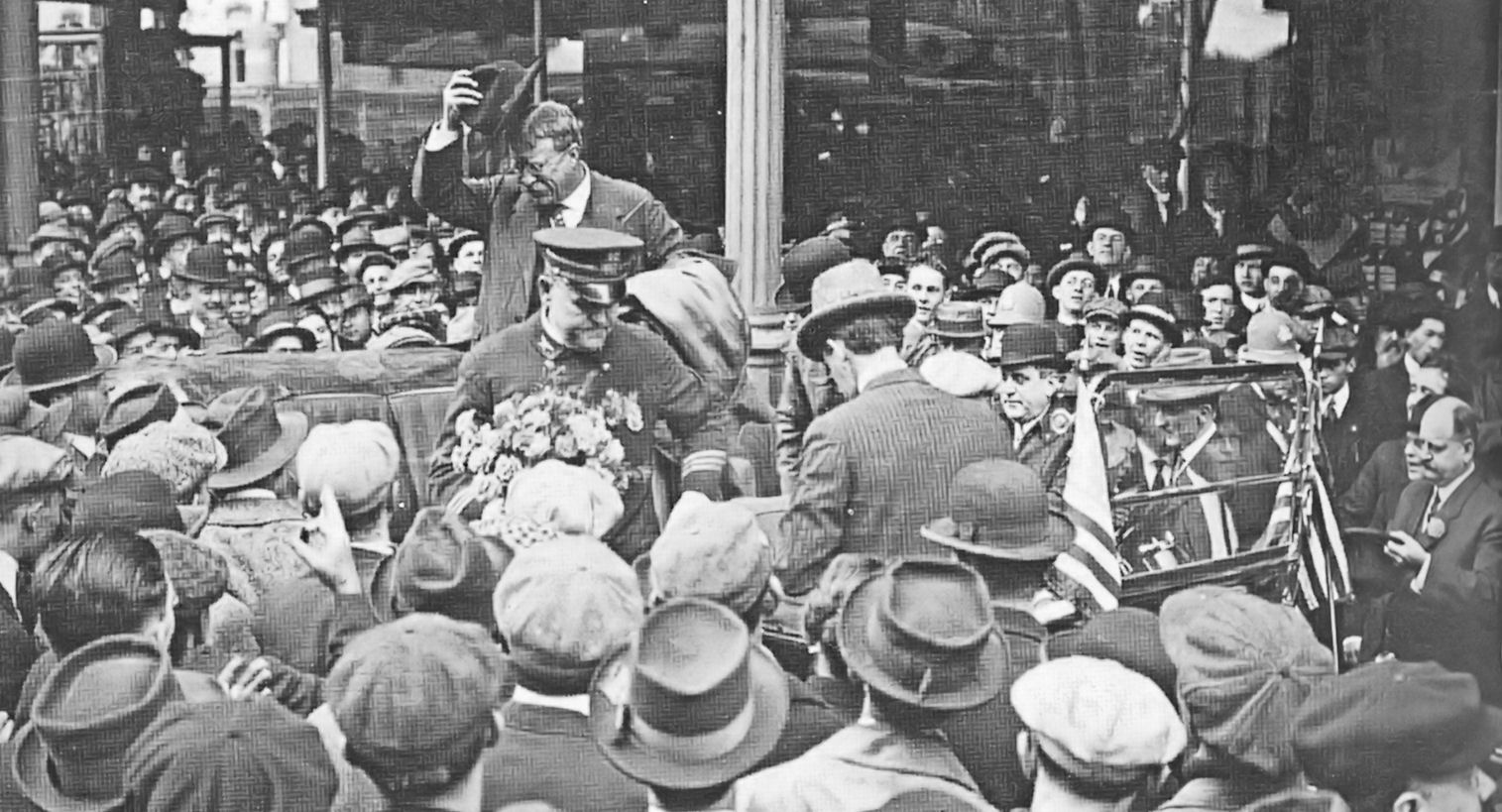
1914년 10월 26일 펜실베이니아주 센트럴 스퀘어의 루스벨트

루스벨트는 퇴임 당시 인기가 많았고, 1919년 사망할 때까지 세계적으로 중요한 인물로 남아 있었다. 그의 동시대인들은 그의 대통령직이 영향력이 있었다고 보았다. 전 상원의원 윌리엄 E. 챈들러는 1909년 1월에 루스벨트가 "미국 정치의 흐름을 바꾸었다. 우리는 마크 해나 때로 돌아갈 수 없다"고 썼다. 그의 사망 후 루스벨트는 다른 인물들에게 가려졌지만, 제2차 세계 대전 이후 역사학자와 미국 대중의 루스벨트에 대한 관심이 다시 불붙었다. 역사학자 존 모턴 블룸은 루스벨트가 진정으로 최초의 현대적인 대통령이었다는 주장을 펼쳤고, 많은 역사학자들은 루스벨트의 대통령직이 그의 후임자들에게 모델이 되었다고 주장해왔다.
역사가 루이스 L. 굴드는 루스벨트가 "복지국가를 예고한 강력하고 효과적인 행정가였다"고 말하며 역사가들의 합의된 견해를 요약한다. 굴드는 또한 "루스벨트가 최고의 대통령 반열에는 미치지 못했지만, 역사가들이 서로 평가하는 여론 조사에서 '거의 위대한'이라는 모호한 평가를 받을 자격은 있었다"고 썼다. 2018년 미국정치학회 여론 조사에서는 루스벨트를 조지 워싱턴, 에이브러햄 링컨, 프랭클린 D. 루스벨트에 이어 역사상 네 번째로 위대한 대통령으로 평가했다.
루스벨트는 1907-1912년에 제시된 현대 자유주의자들에게 뉴딜 시대의 현대 복지 국가를 예견한 제안과 환경 문제를 국가 의제로 삼은 점 때문에 일반적으로 호의적으로 평가받는다. 보수주의자들은 그의 "큰 몽둥이" 외교와 군사적 가치에 대한 헌신을 높이 평가하는 경향이 있다. 달튼은 "오늘날 그는 현대 대통령직의 건축가이자 새로운 세기의 필요에 맞춰 직무를 대담하게 재구성하고 세계에서 미국의 위치를 재정의한 세계적인 지도자로 칭송받고 있다"고 말했다. 반대로 신좌파는 그가 "미개하다"고 여긴 국가들에 대한 그의 개입주의적이고 제국주의적인 접근 방식을 비판했다. 보수주의자들은 일반적으로 복지 국가에 대한 그의 비전과 사적 행동에 대한 정부의 우위를 강조하는 것을 거부한다.

## 같이 보기
- 시어도어 루스벨트의 정치적 입장

## 내용주
1. ↑  루스벨트는 매킨리 휘하의 부통령이었고 1901년 매킨리 암살 후 대통령이 되었다. 이는 1967년 미국 수정 헌법 제25조가 채택되기 전이었고, 부통령 공석은 다음 선거와 취임식까지 채워지지 않았다.

### 참고 문헌
- Brands, H. W. T. R.: The Last Romantic (2001) excerpt, scholarly biography
- Brands, H.W. (1997), 《Bound to Empire: The United States and the Philippines》, Oxford University Press.
- Brinkley, Douglas. Wilderness Warrior: Theodore Roosevelt and the Crusade for America (HarperCollins, 2009).
- Chambers, John W. (1974),  Woodward, C. Vann, 편집., 《Responses of the Presidents to Charges of Misconduct》, Delacorte Press, 207–237쪽, ISBN 0-440-05923-2
- Dalton, Kathleen (2002), 《Theodore Roosevelt: A Strenuous Life》 (full scholarly biography), Knopf Doubleday Publishing, ISBN 0-679-76733-9.
- Gould, Lewis L. (2003). 《Grand Old Party: A History of the Republicans》. Random House. ISBN 0-375-50741-8.
- Gould, Lewis L (2011), 《The Presidency of Theodore Roosevelt》 2판, University Press of Kansas, ISBN 978-0700617746
- Green, Michael J. By More Than Providence: Grand Strategy and American Power in the Asia Pacific Since 1783 (2019), pp 78–113.
- Miller, Nathan (1992), 《Theodore Roosevelt: A Life》, William Morrow & Co, ISBN 978-0688132200
- Neu, Charles E. An Uncertain Friendship: Theodore Roosevelt and Japan, 1906–1909 (1967) online
- Streitmatter, Rodger. "Theodore Roosevelt: Public Relations Pioneer: How TR Controlled Presidential Press Coverage." American Journalism 7.2 (1990): 96–113.
- Taliaferro, John. All the Great Prizes: The Life of John Hay, from Lincoln to Roosevelt (2014).
- Wiebe, Robert H. "The anthracite strike of 1902: A record of confusion." Mississippi Valley Historical Review 48.2 (1961): 229–251 online.

## 추가 문헌
- Beale, Howard K (1956), 《Theodore Roosevelt and the Rise of America to World Power》 (standard history of his foreign policy). online
- Chessman, G Wallace (1965), 《Governor Theodore Roosevelt: The Albany Apprenticeship, 1898–1900》, Harvard University Press, ISBN 9780674732933
- Herring, George (2008). 《From Colony to Superpower: U.S. Foreign Relations Since 1776》. Oxford University Press. ISBN 978-0195078220.
- McGerr, Michael (2003). 《The Rise and Fall of the Progressive Movement in America》. Simon & Schuster. ISBN 0-684-85975-0.
- Morris, Edmund (2001), 《Theodore Rex》, Random House, ISBN 978-0394555096
- Berfield, Susan. The Hour of Fate: Theodore Roosevelt, JP Morgan, and the Battle to Transform American Capitalism (Bloomsbury, 2020).
- Brinkley, Douglas (2009). 《The Wilderness Warrior: Theodore Roosevelt and the Crusade for America》. New York: HarperCollins. ISBN 9780060565282.online review; another online review
- Burton, D. H. "Theodore Roosevelt and the Special Relationship with Britain" History Today (Aug 1973), Vol. 23 Issue 8, pp 527–535 online.
- Coletta, Paolo E. “The Diplomacy of Theodore Roosevelt and William Howard Taft.” In American Foreign Relations: A Historiographical Review, edited by Gerald K. Haines and Samuel J. Walker, 91–114. (Westport, CT: Greenwood Press, 1981).
- Cooper, John Milton. The Warrior and the Priest: Woodrow Wilson and Theodore Roosevelt (Harvard University Press, 1983), a dual scholarly biography. online
- Cutright, P.R. (1985) Theodore Roosevelt: The making of a Modern Conservationist (U of Illinois Press.)
- Gould, Lewis L. Edith Kermit Roosevelt: Creating the Modern First Lady (2012) online 보관됨 2022-09-27 - 웨이백 머신
- Graff, Henry F., ed. The Presidents: A Reference History (3rd ed. 2002)  online
- Greenberg, David. "Theodore Roosevelt and the image of presidential activism." Social Research 78.4 (2011): 1057–1088. online
- Hendrix, Henry J (2009), 《Theodore Roosevelt's Naval Diplomacy: The US Navy & the Birth of the American Century》.
- Holzer, Harold. The Presidents Vs. the Press: The Endless Battle Between the White House and the Media—from the Founding Fathers to Fake News (Dutton, 2020) pp 93–117. online
- Juergens, George. News from the White House: The Presidential-Press Relationship in the Progressive Era (U of Chicago Press, 1981).
- Leuchtenburg, William E. (2015), 《The American President: From Teddy Roosevelt to Bill Clinton》, Oxford University Press
- Murphey, William (March 2013), “Theodore Roosevelt and the Bureau of Corporation: Executive-Corporate Cooperation and the Advancement of the Regulatory State”, 《American Nineteenth Century History》 14 (1): 73–111, doi:10.1080/14664658.2013.774983, S2CID 146629376.
- Ponder, Stephen. “Executive Publicity and Congressional Resistance, 1905-1913: Congress and the Roosevelt Administration’s PR Men.” Congress and the Presidency 13:2 (1986): 177–186.
- Pringle, Henry F (1931), 《Theodore Roosevelt》 (full scholarly biography). Pulitzer prize. online; 2nd edition 1956 is updated and shortened. 1956 edition online
- Redekop, Benjamin.  "Embodying the Story: The Conservation Leadership of Theodore Roosevelt" in Leadership (2014) 12#2 pp 159–185. DOI: 10.1177/1742715014546875.
- Ricard, Serge (2006), “The Roosevelt Corollary”, 《Presidential Studies Quarterly》 36 (1): 17–26, doi:10.1111/j.1741-5705.2006.00283.x.
- Ricard, Serge. "Theodore Roosevelt: Imperialist or Global Strategist in the New Expansionist Age?," Diplomacy & Statecraft, (2008) 19:4, 639-657, DOI:10.1080/09592290802564379
- Swanson, Ryan A (2011), “'I Never Was a Champion at Anything': Theodore Roosevelt's Complex and Contradictory Record as America's 'Sports President'”, 《Journal of Sport History》 38 (3): 425–46, doi:10.5406/jsporthistory.38.3.425, S2CID 159307371.
- Thompson, John M. Great Power Rising: Theodore Roosevelt and the Politics of US Foreign Policy (Oxford UP, 2019).
- Wimmel, Kenneth. Theodore Roosevelt and the Great White Fleet: American Seapower Comes of Age (Brassey's 1998).

### 역사 기록 및 기억
- Collin, Richard H. "Symbiosis versus Hegemony: New Directions in the Foreign Relations Historiography of Theodore Roosevelt and William Howard Taft." Diplomatic History 19.3 (1995): 473–497. online
- Cullinane, M. Patrick, ed. Remembering Theodore Roosevelt: Reminiscences of his Contemporaries (2021) excerpt
- Cullinane, M. Patrick. “The Memory of Theodore Roosevelt through Motion Pictures” in A Companion to Theodore Roosevelt, ed. Serge Ricard (Wiley Blackwell, 2011), 502–520.
- Dalton, Kathleen. "Changing Interpretations of Theodore Roosevelt and the Progressive Era." in A Companion to the Gilded Age and Progressive Era ed. by Christopher M. Nichols and Nancy C. Unger  (2017) pp: 296–307.
- Gable, John. “The Man in the Arena of History: The Historiography of Theodore Roosevelt” in Theodore Roosevelt: Many-Sided American, eds. Natalie Naylor, Douglas Brinkley and John Gable (Interlaken, NY: Hearts of the Lakes, 1992), 613–643.
- Havig, Alan. "Presidential Images, History, and Homage: Memorializing Theodore Roosevelt, 1919–1967" Theodore Roosevelt Association Journal (Fall 2011) 32#4 pp 18–28.
- Hull, Katy. "Hero, Champion of Social Justice, Benign Friend: Theodore Roosevelt in American Memory." European journal of American studies 13.13-2 (2018). online
- Ricard, Serge. "Theodore Roosevelt: Imperialist or Global Strategist in the New Expansionist Age?," Diplomacy & Statecraft, (2008) 19:4, 639-657, DOI:10.1080/09592290802564379

### 1차 자료
- Brands, H. W. The selected letters of Theodore Roosevelt (2001) online
- Hart, Albert Bushnell, and Herbert Ronald Ferleger, Theodore Roosevelt Cyclopedia (1941) online
- Morison, Elting E. ed. The letters of Theodore Roosevelt (8 vol Harvard UP, 1951–1954); vol 7 online
- The Complete Works of Theodore Roosevelt  (2017) 4500 pages in Kindle format   online for $1 at Amazon, primary sources